# Biserica Sfinții Îngeri din Romanii de Jos

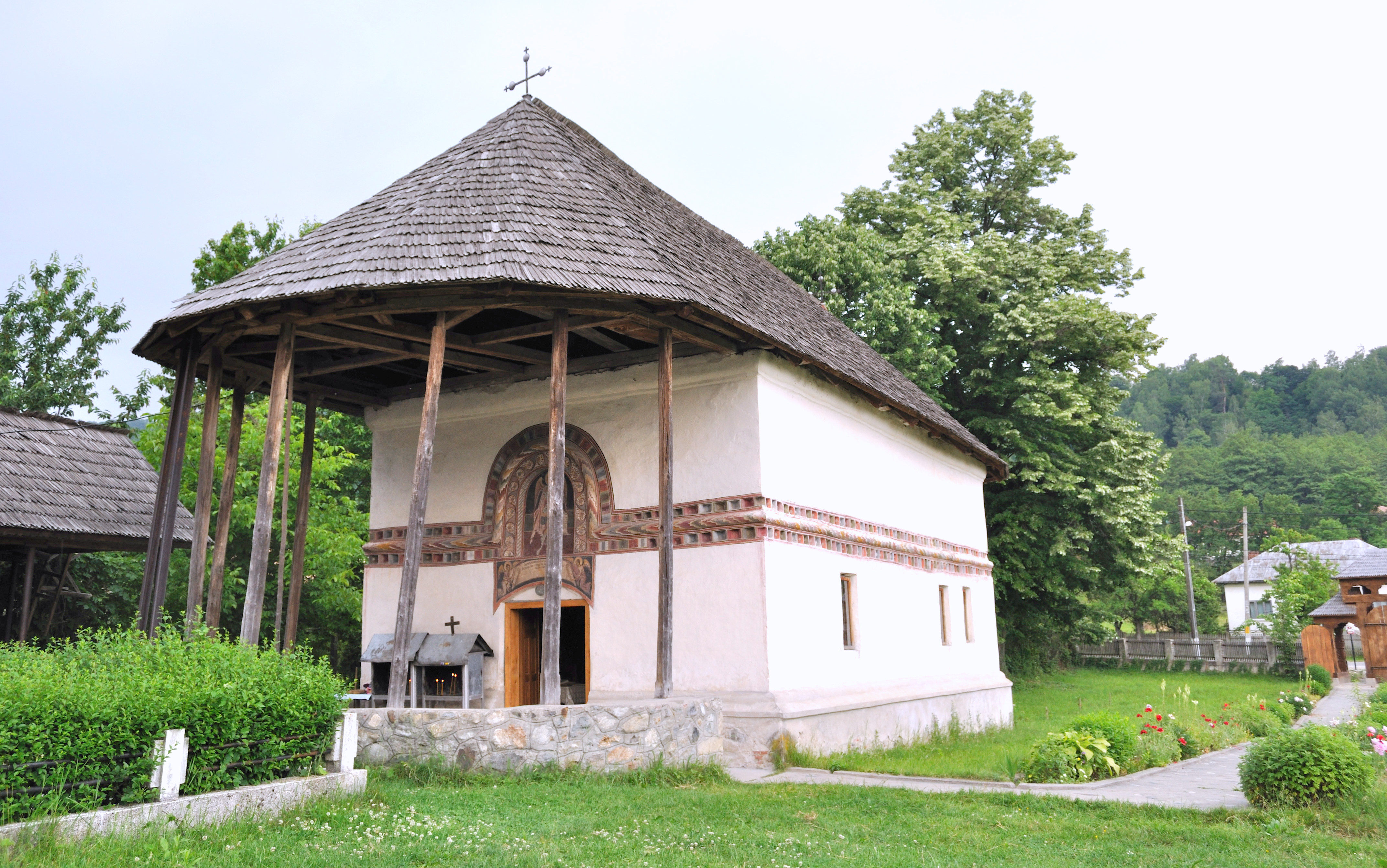
Biserica „Sfinții Îngeri” din Romanii de Jos, oraș Horezu, județul Vâlcea, foto: iunie 2010.

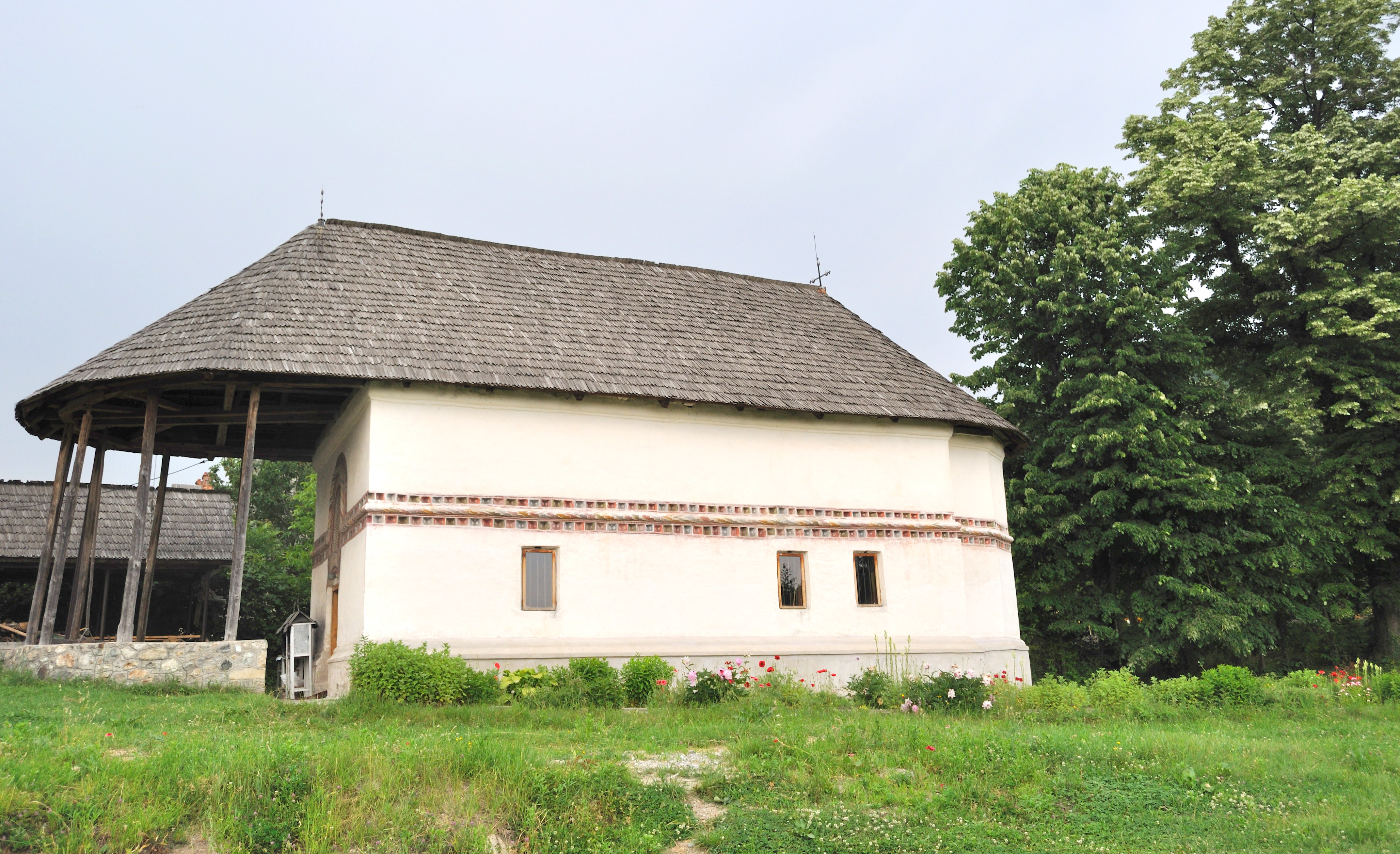
Biserica „Sfinții Îngeri” din Romanii de Jos, oraș Horezu, județul Vâlcea, foto: iunie 2010.

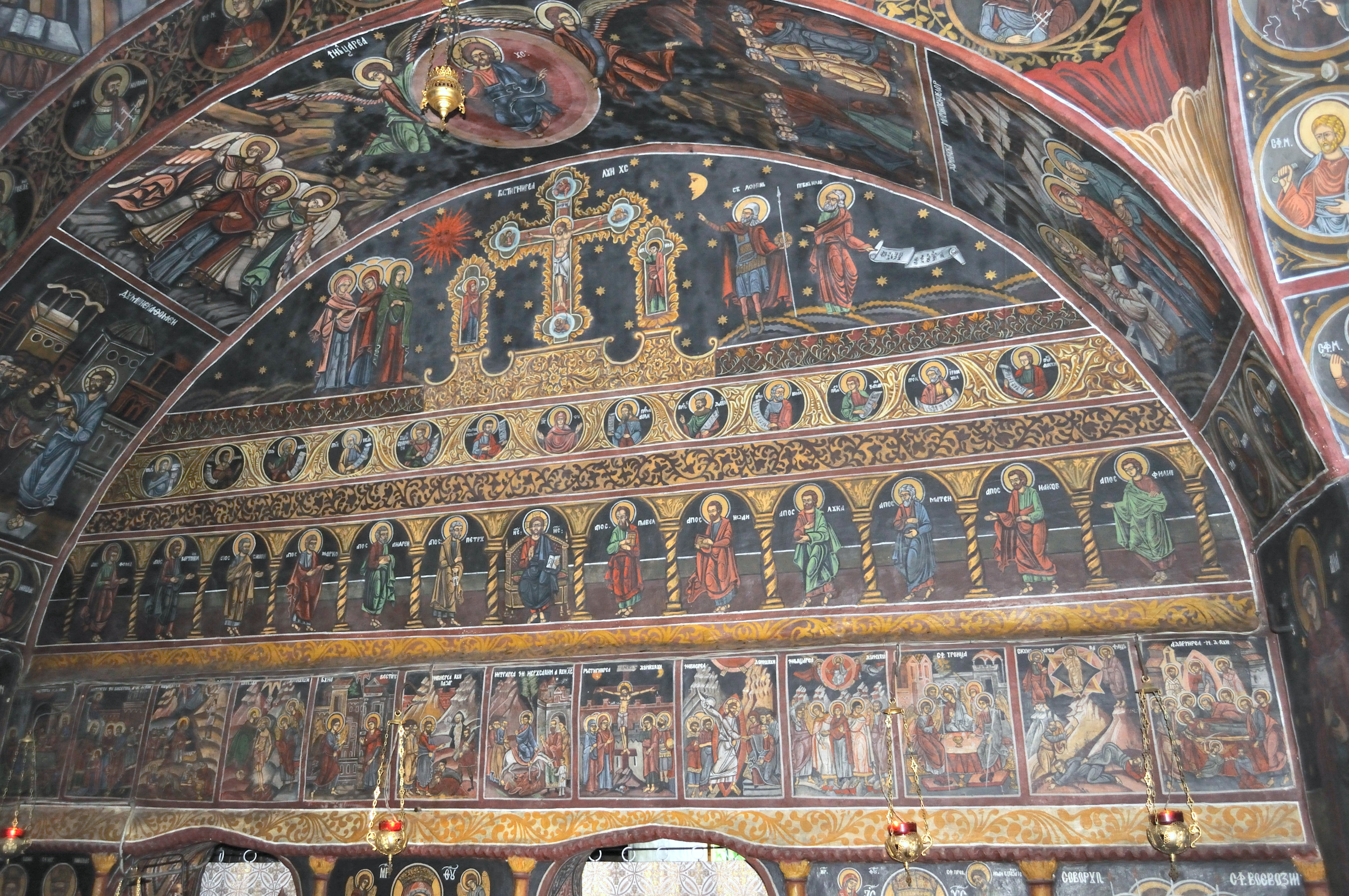
Catapeteasma

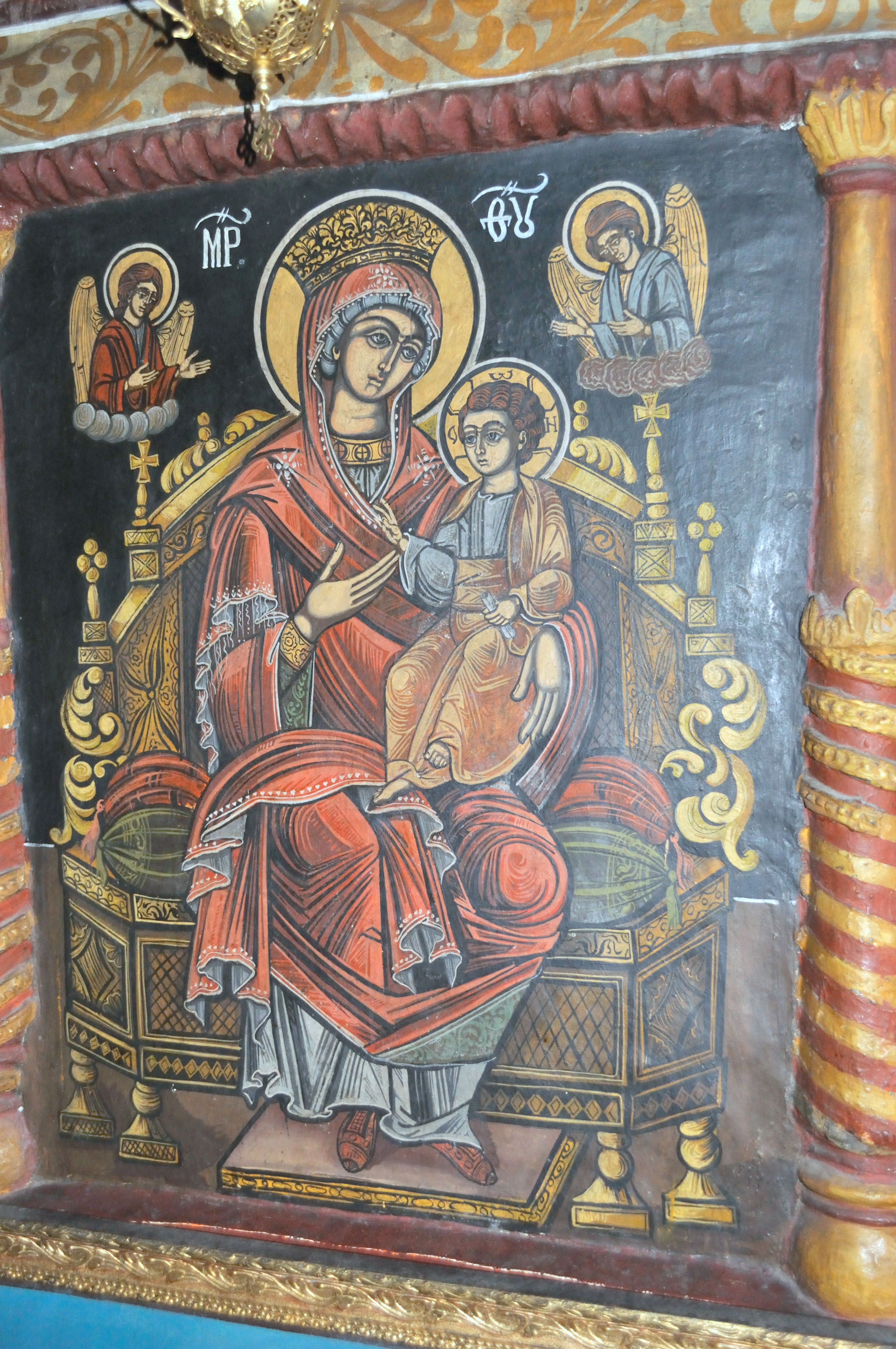
Icoană împărătească: Maica Domnului cu Pruncul

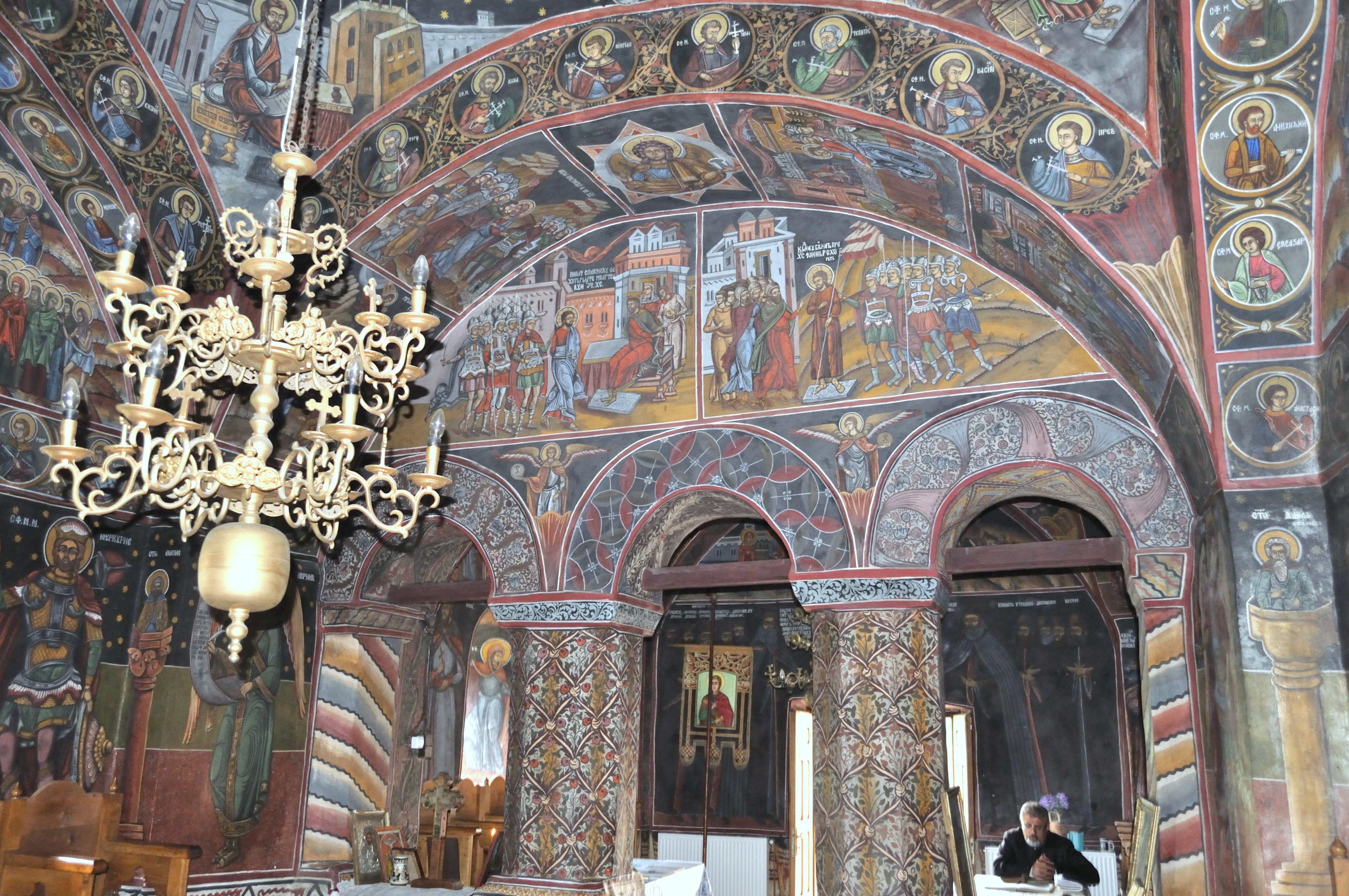
Nava spre ieșire

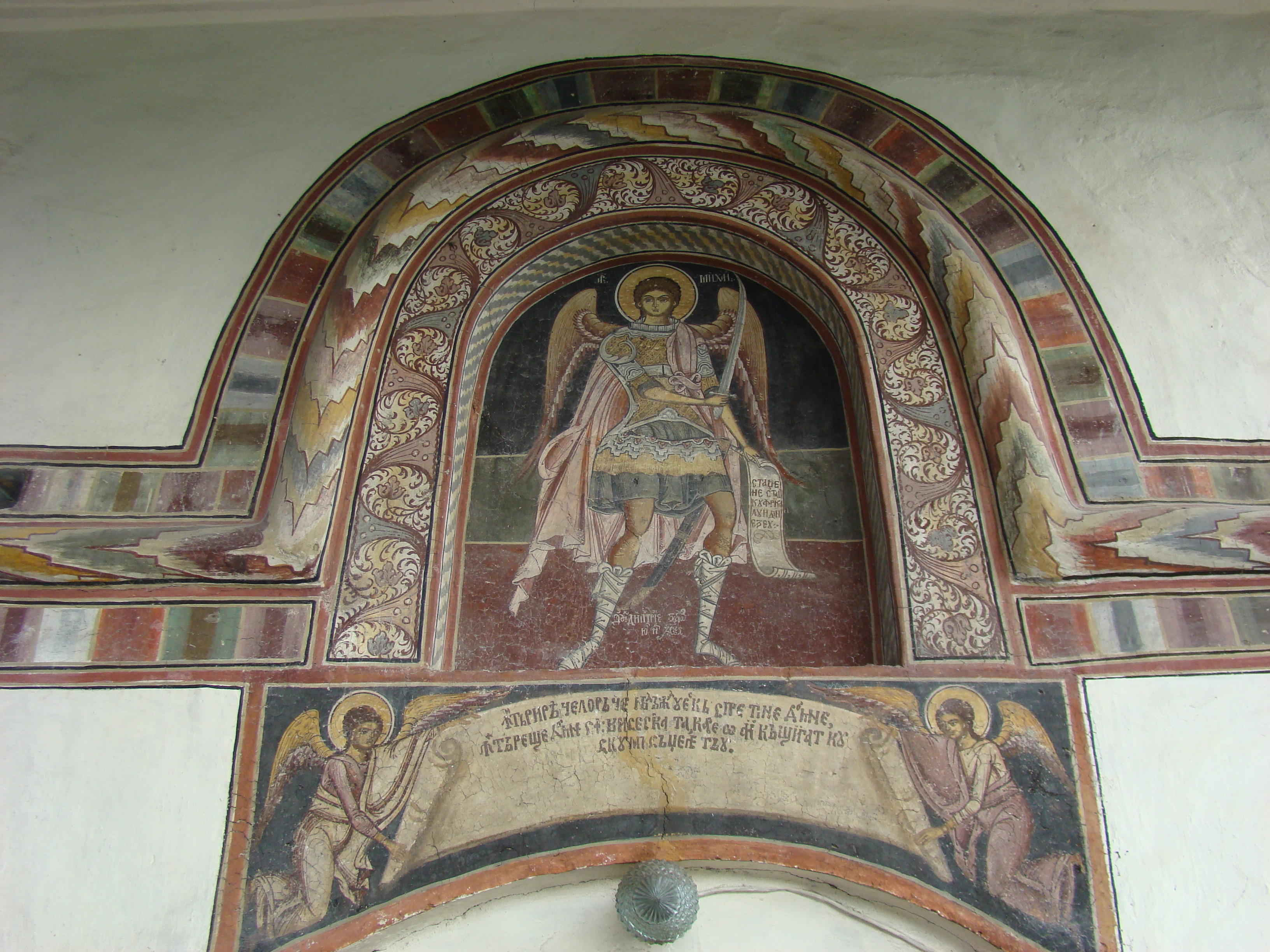
Arhanghelul Mihail

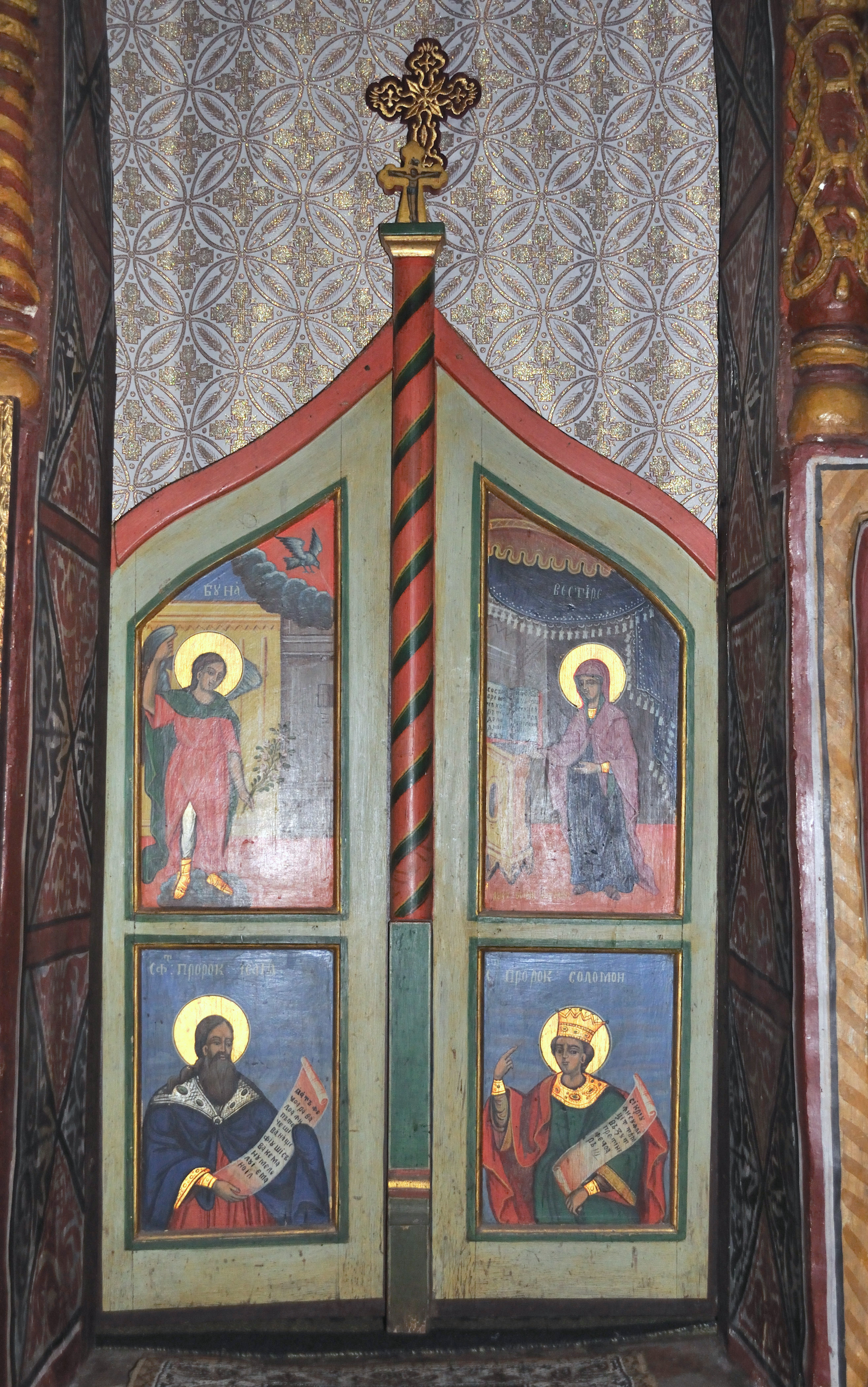
Ușile împărătești

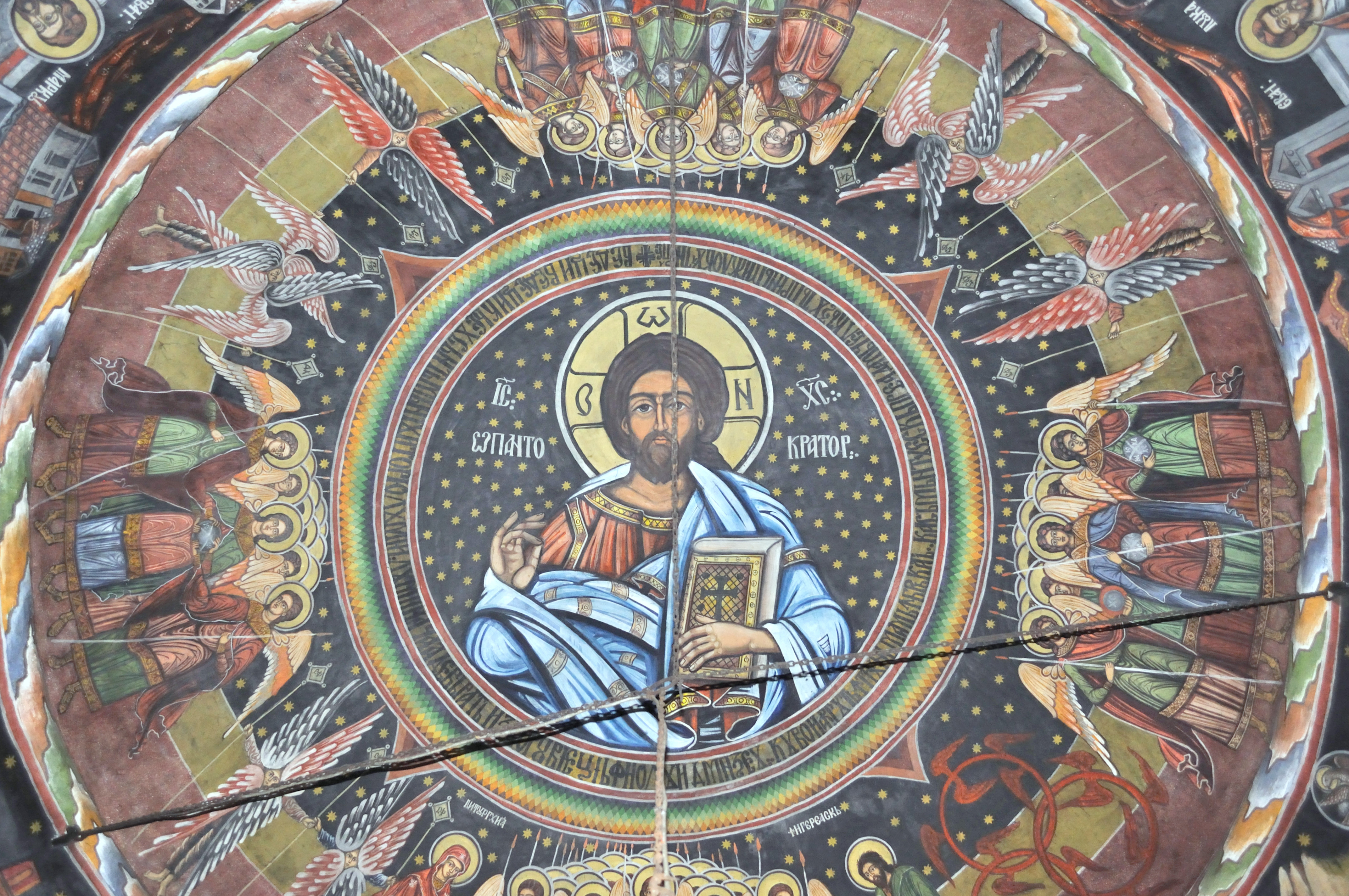
Boltă: Isus Hristos Pantocrator

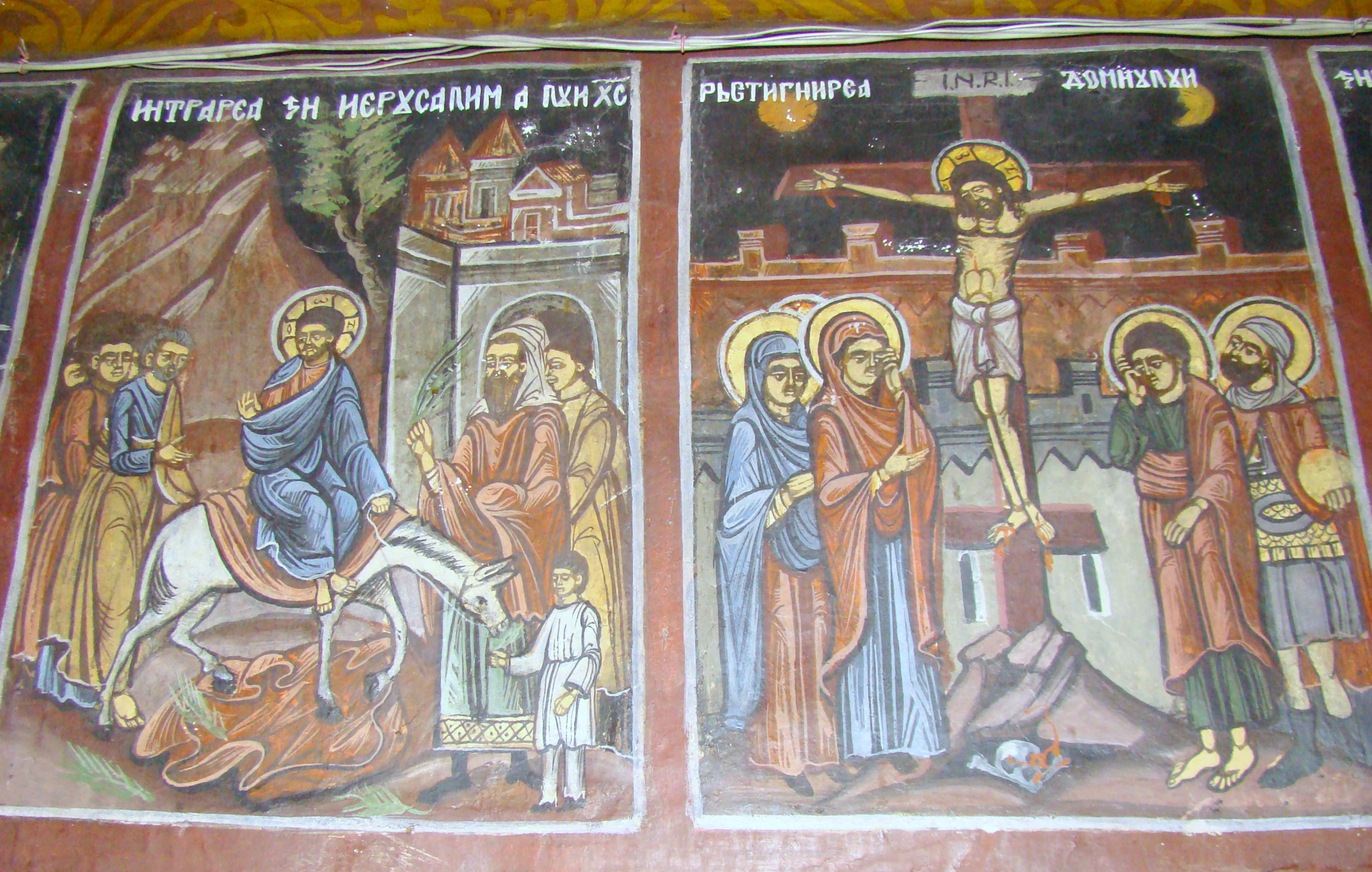
Intrarea în Ierusalim; Răstignirea Domnului

Biserica  „Sfinții Îngeri” din Romanii de Jos, oraș Horezu, județul Vâlcea, datează aproximativ din anul 1700. Lăcașul de cult se află pe noua listă a monumentelor istorice sub codul LMI:  VL-II-m-B-09897.

## Imagini

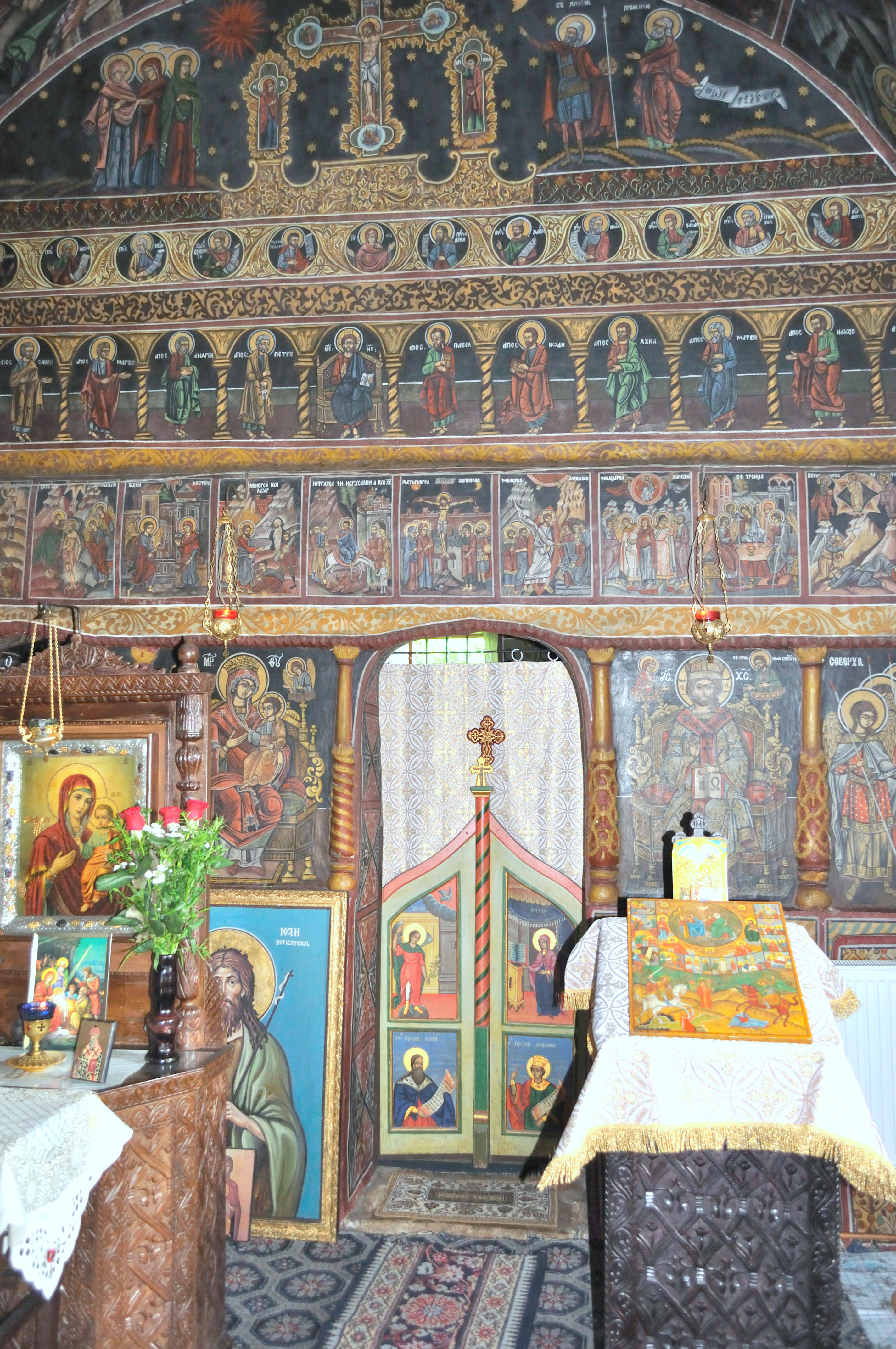
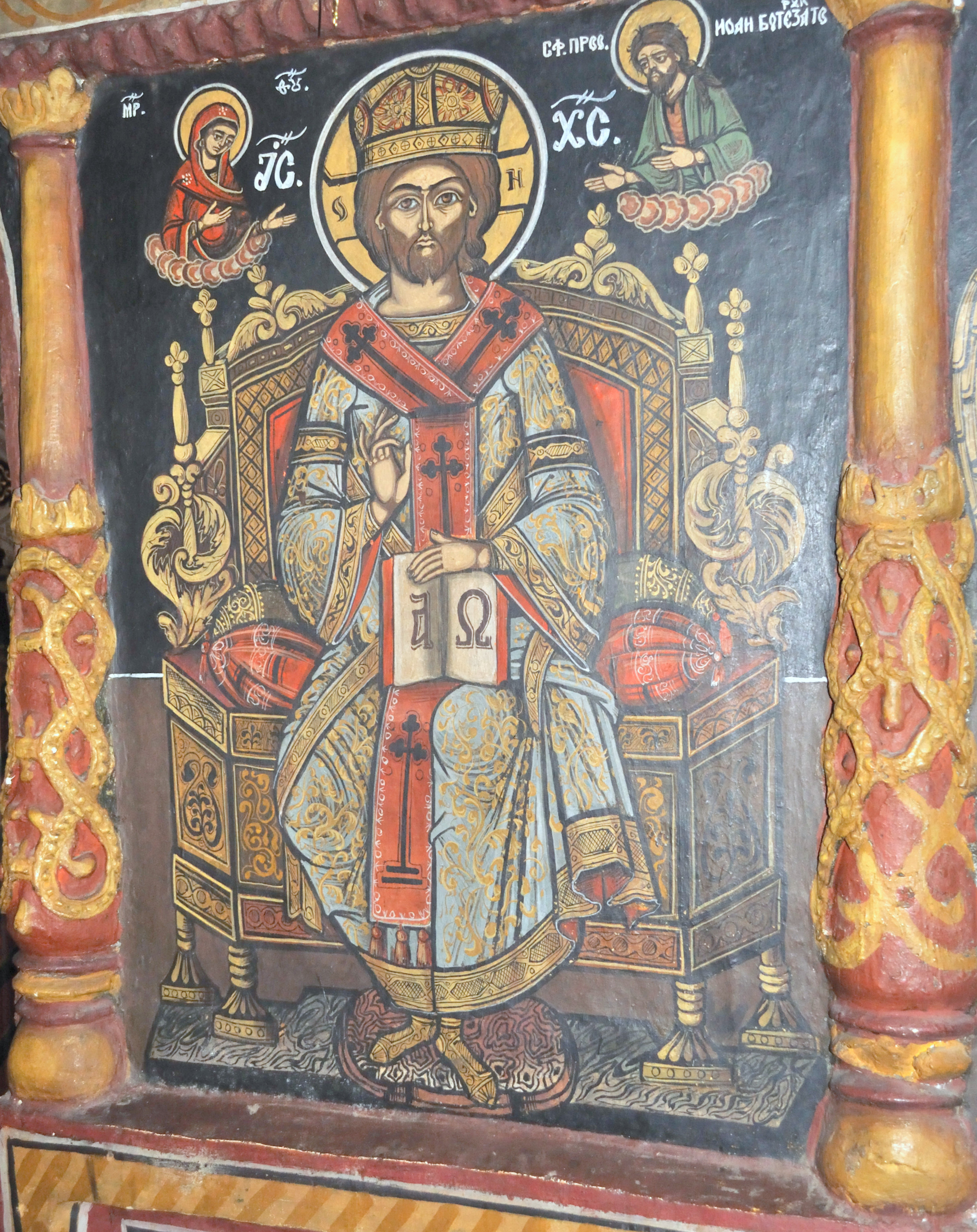
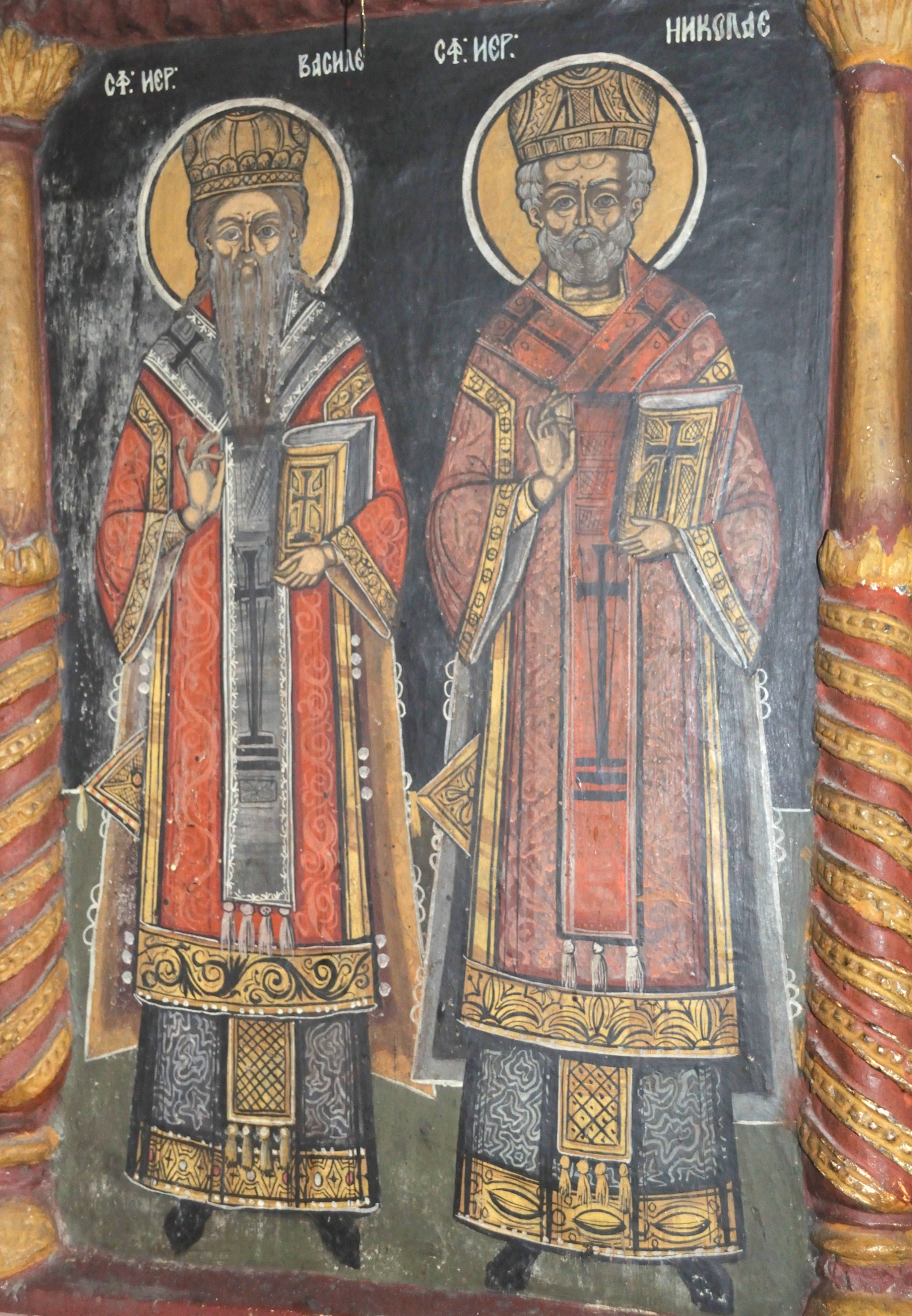
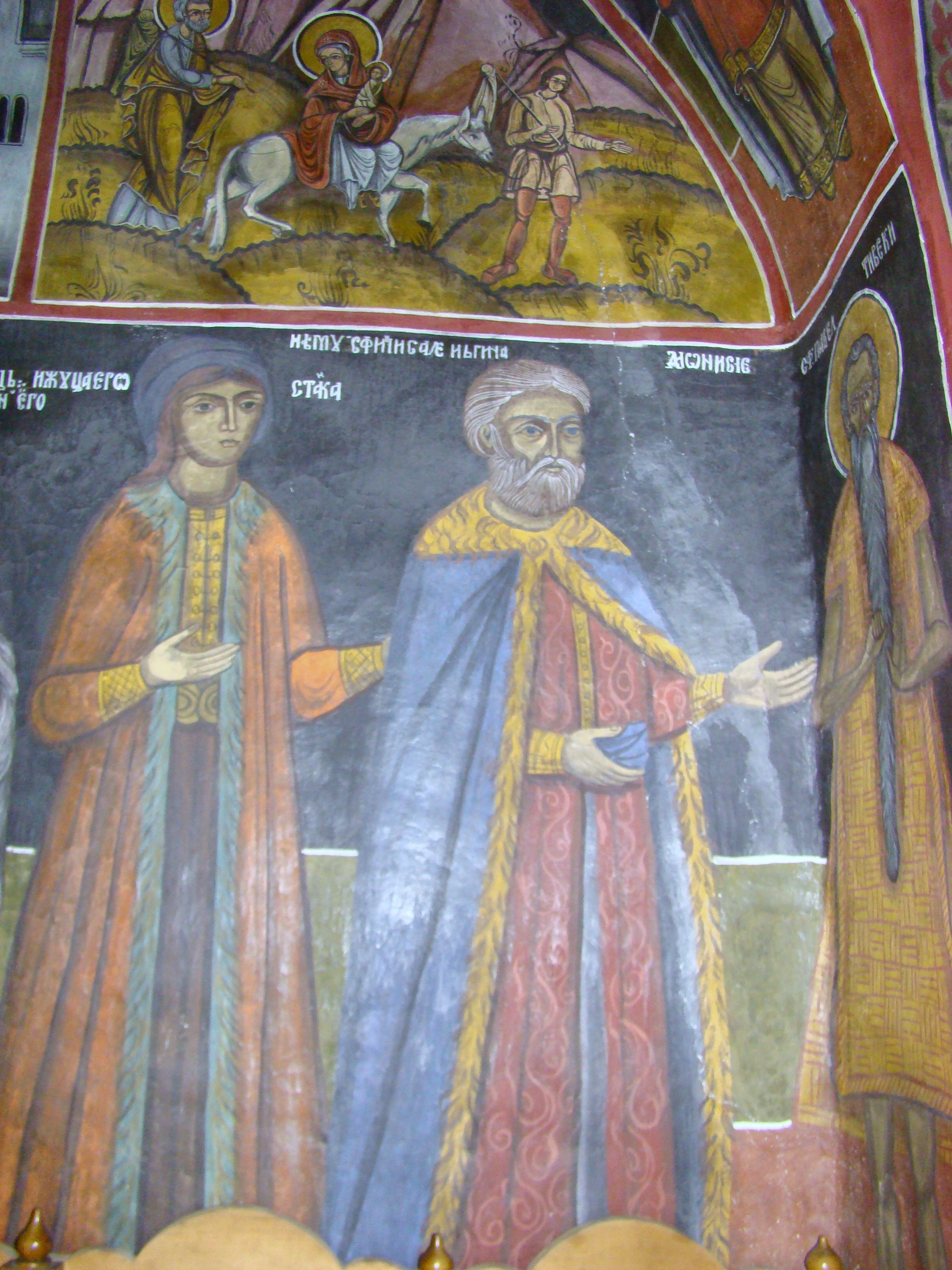
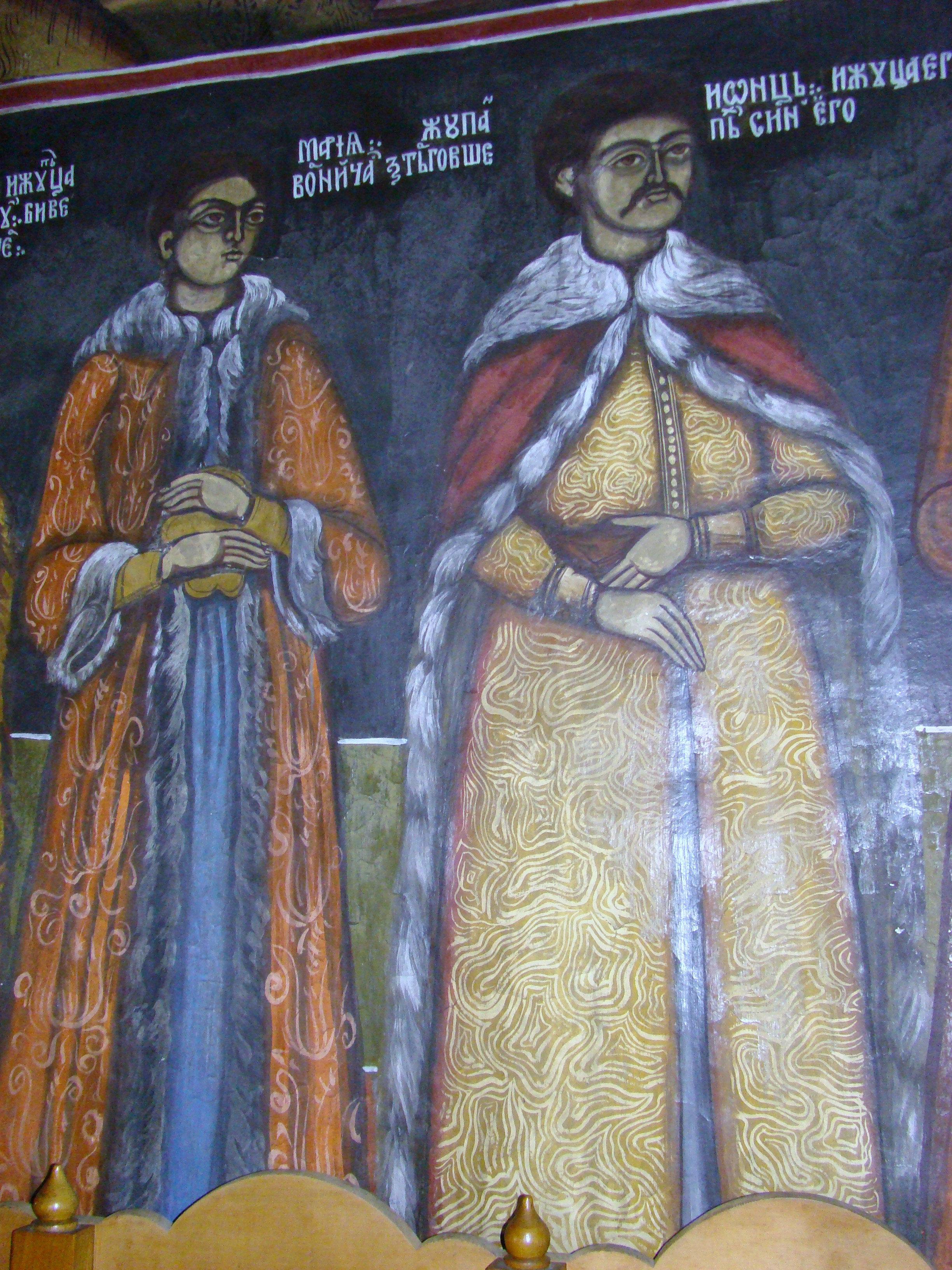
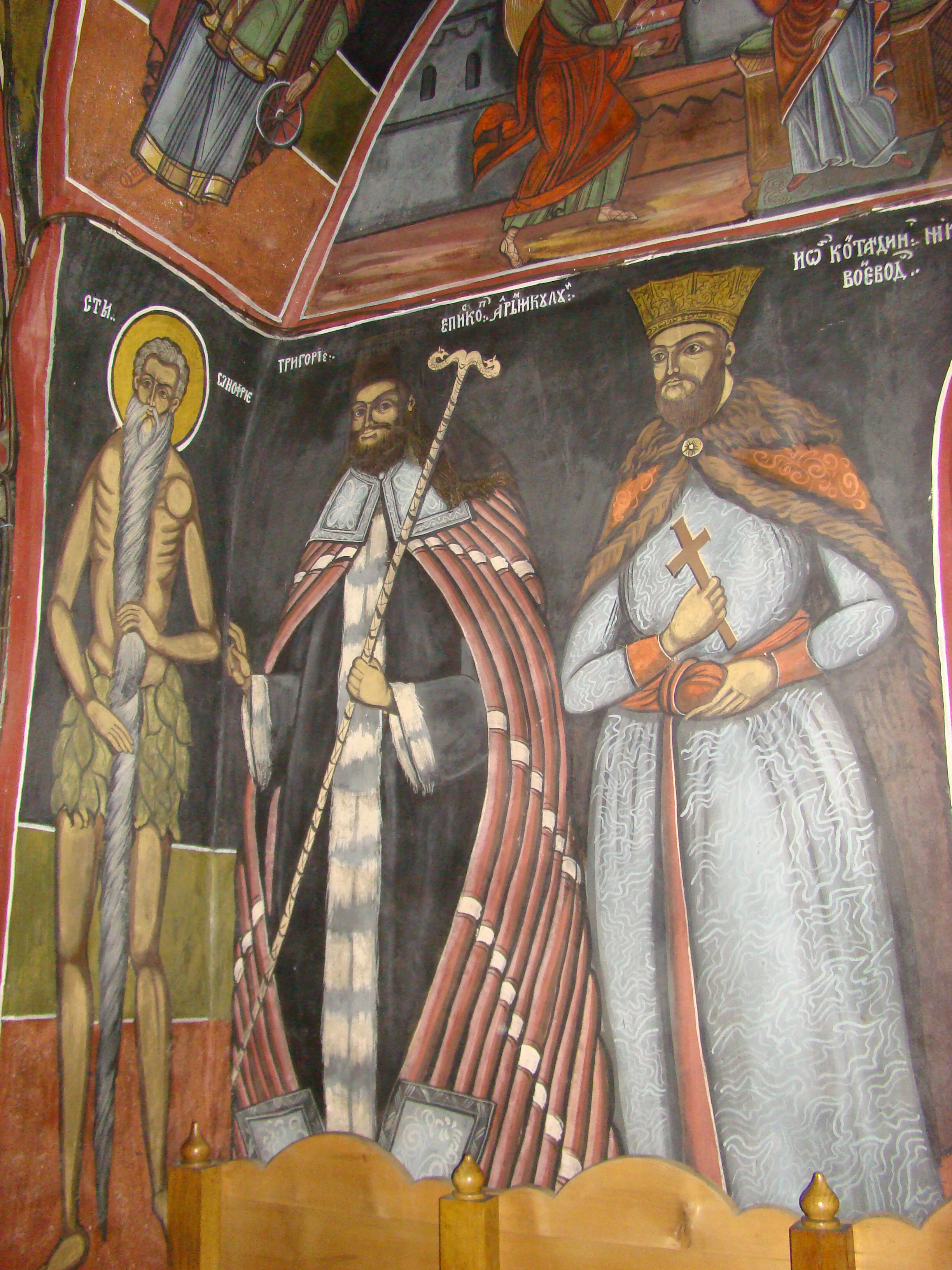
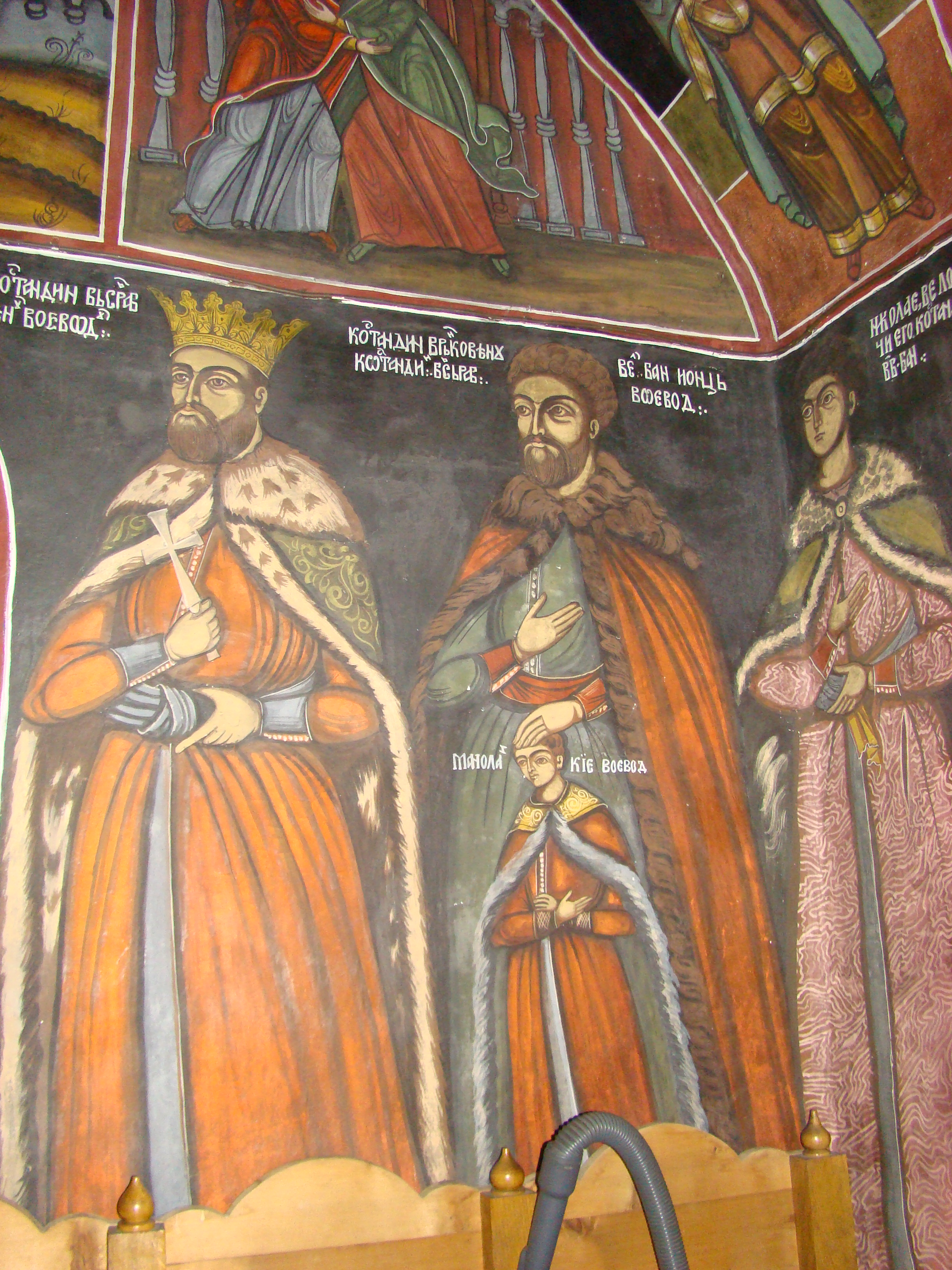
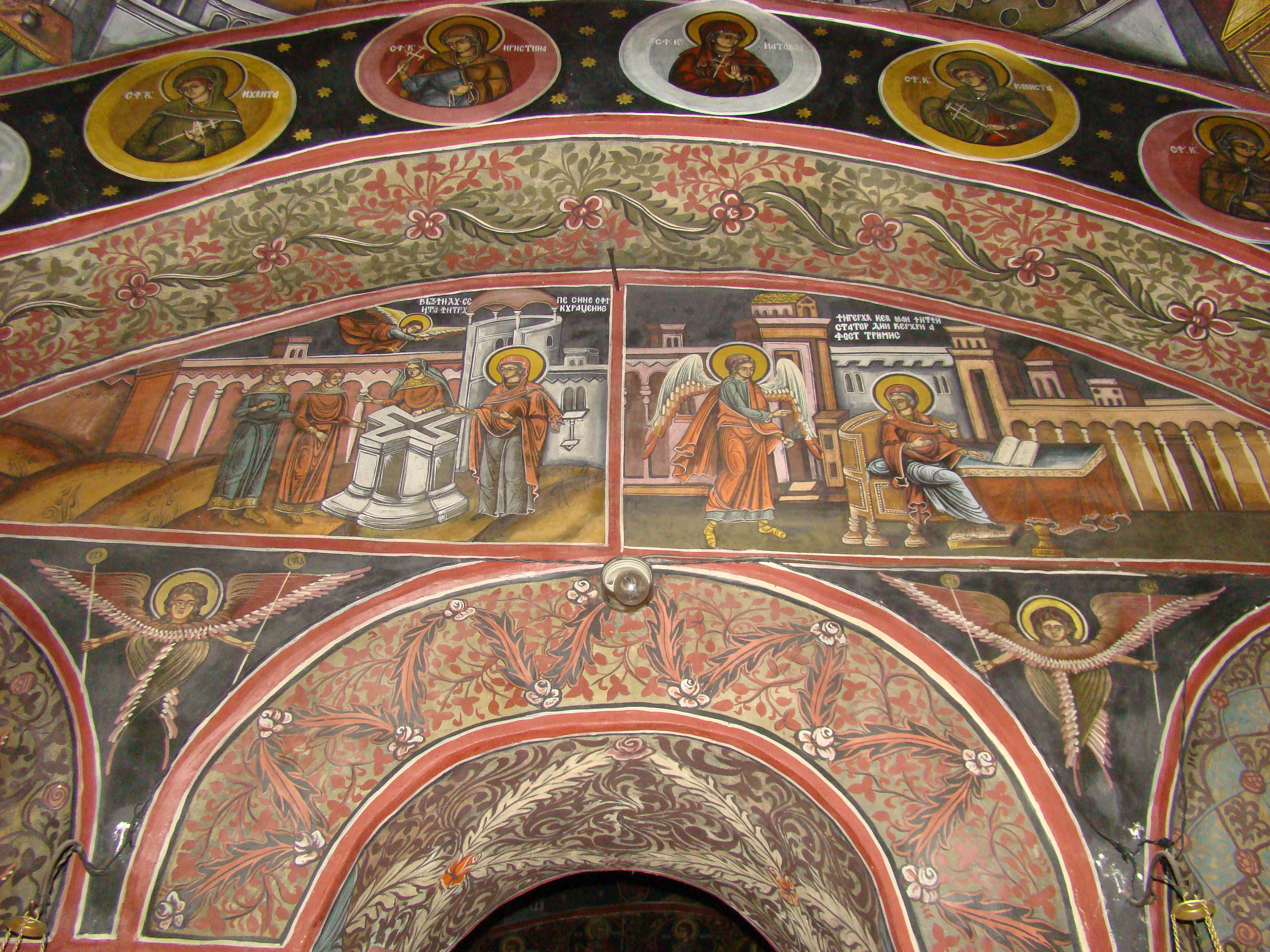
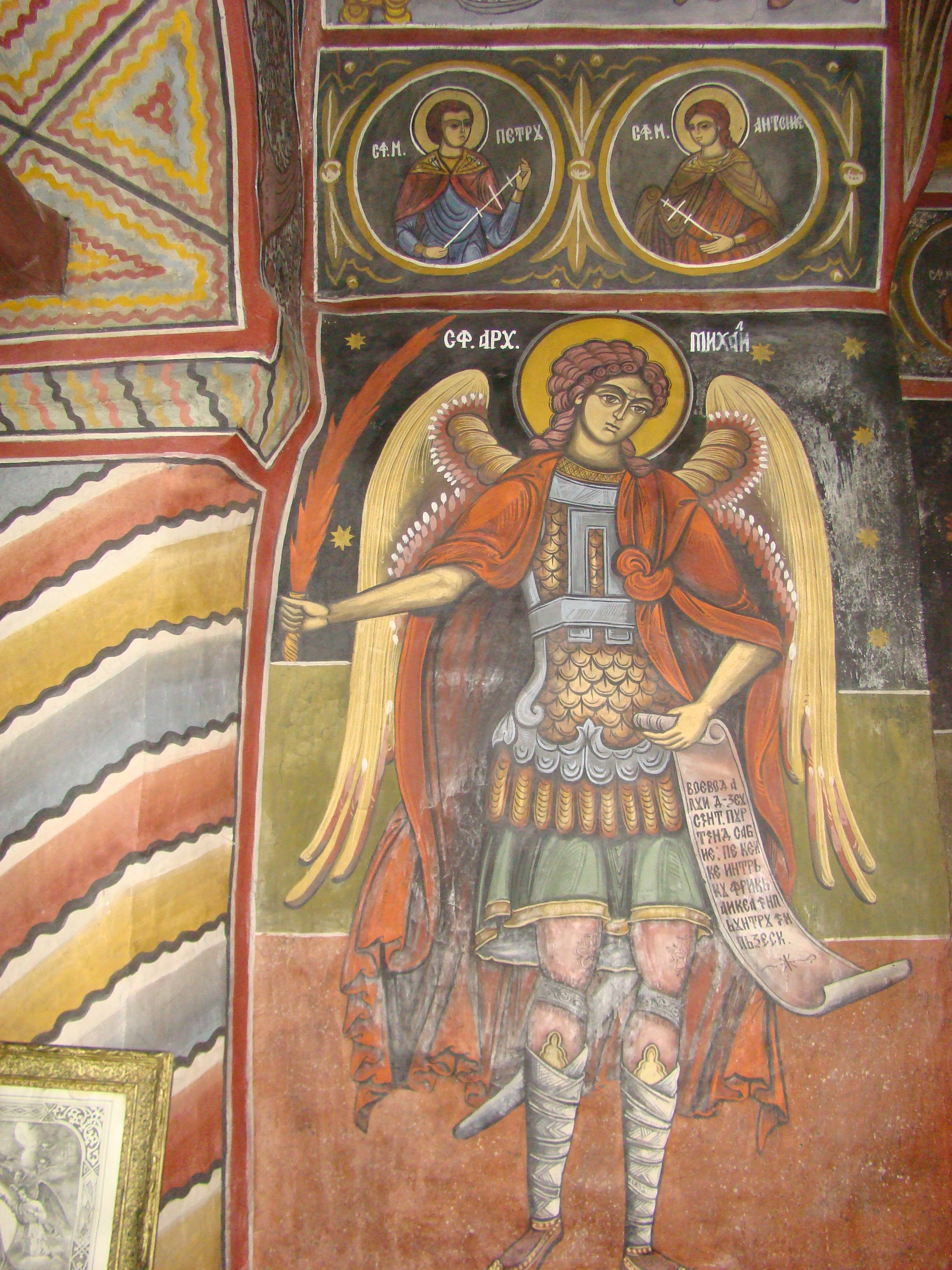
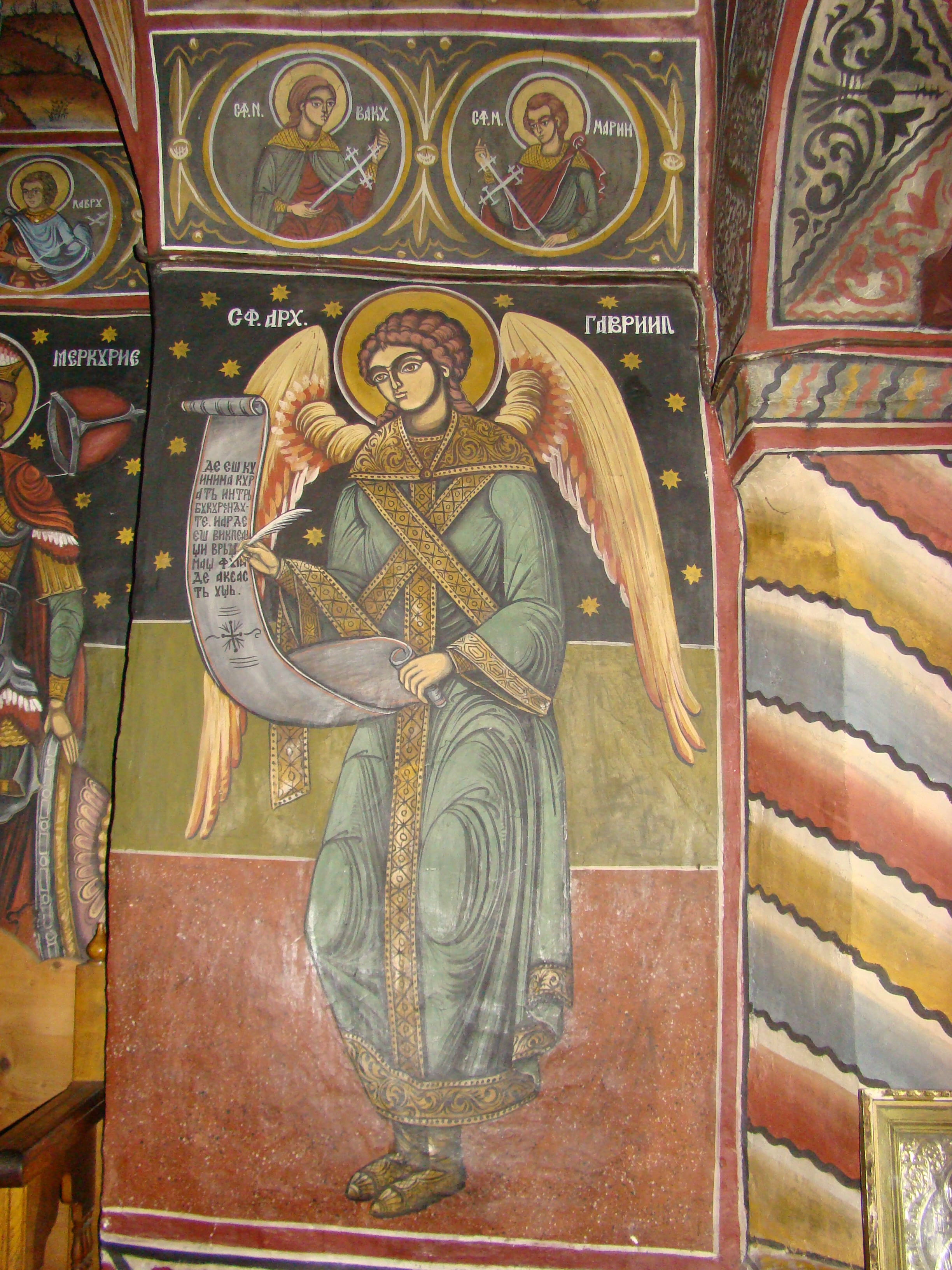
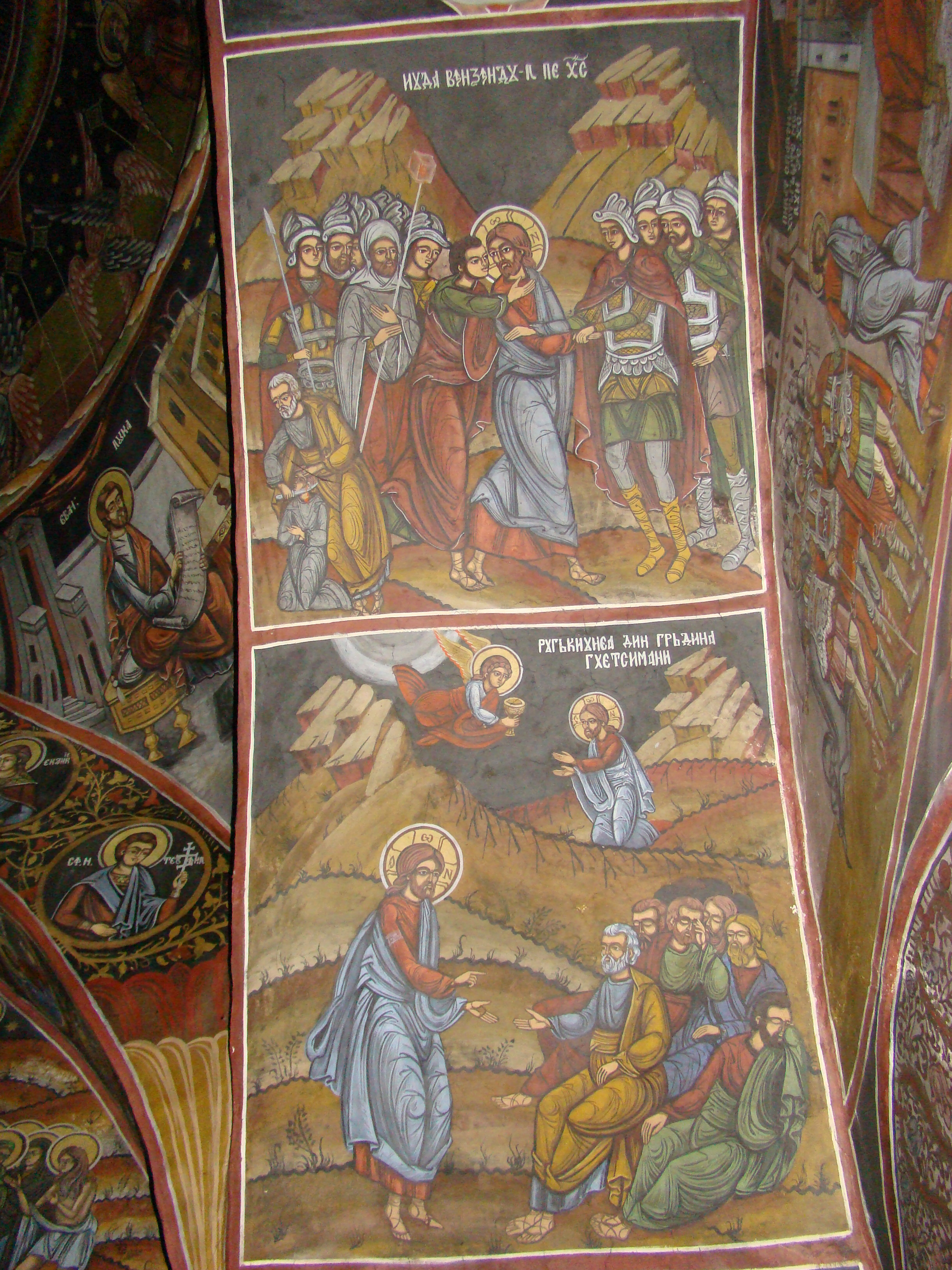
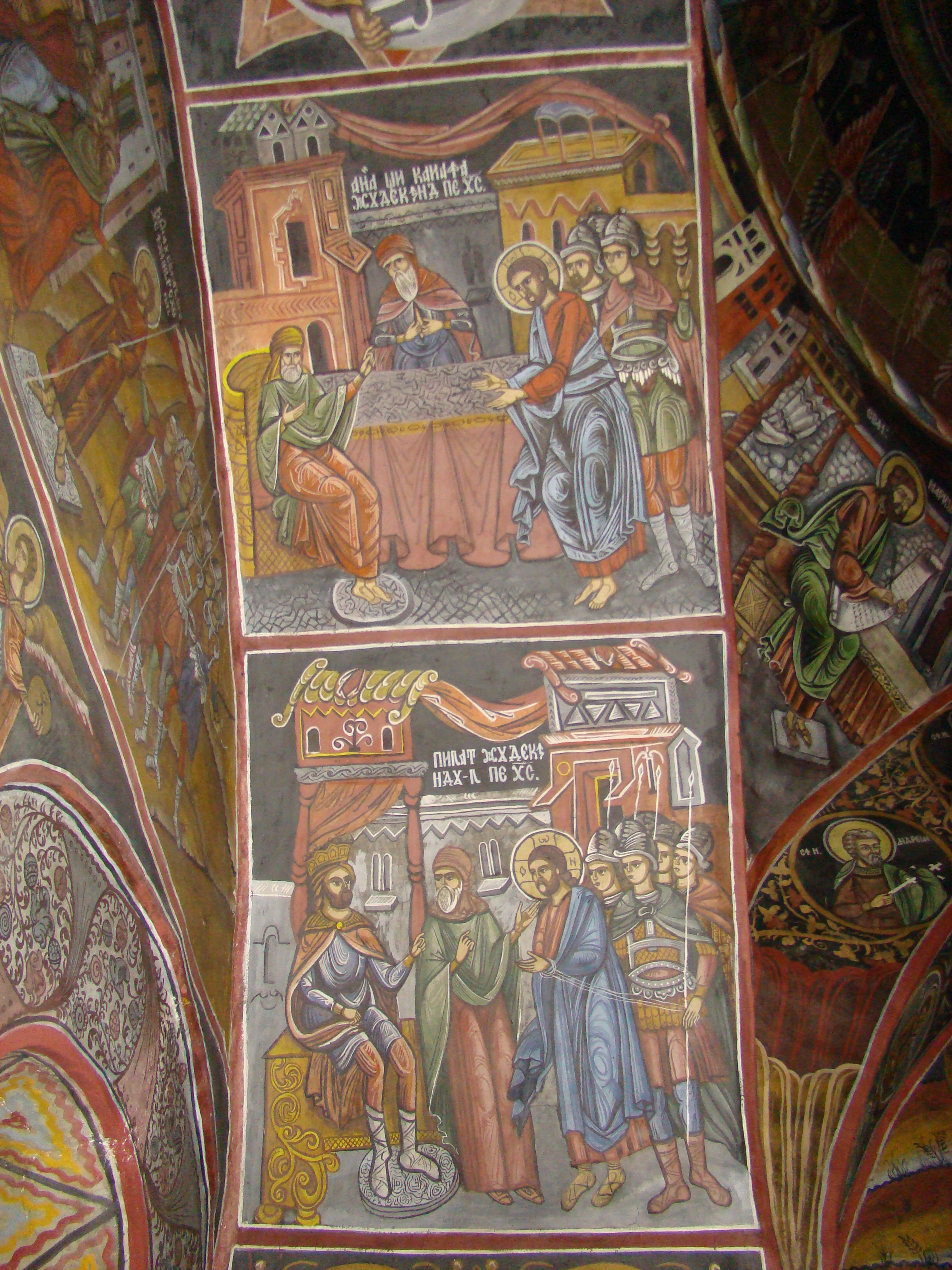
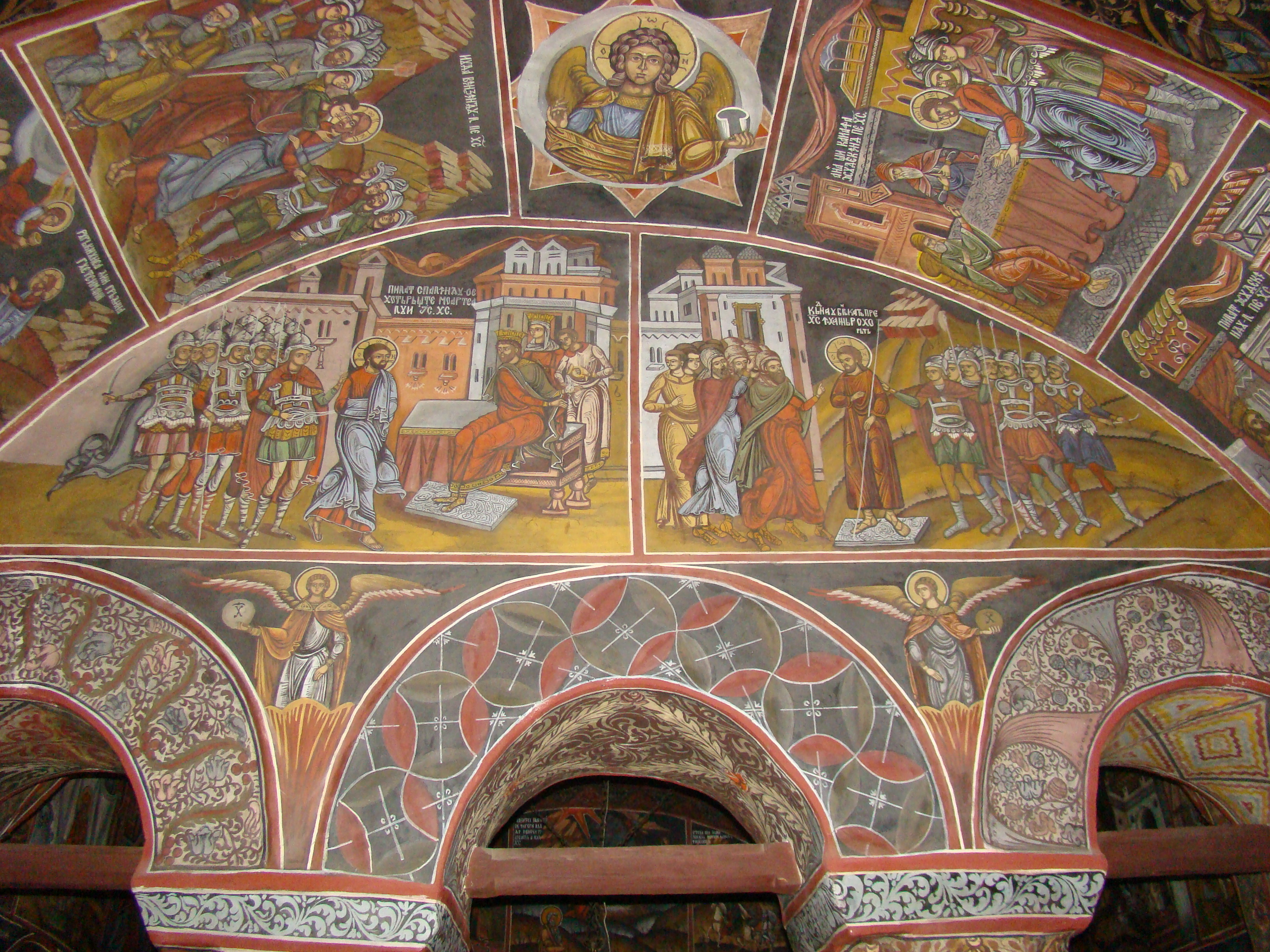
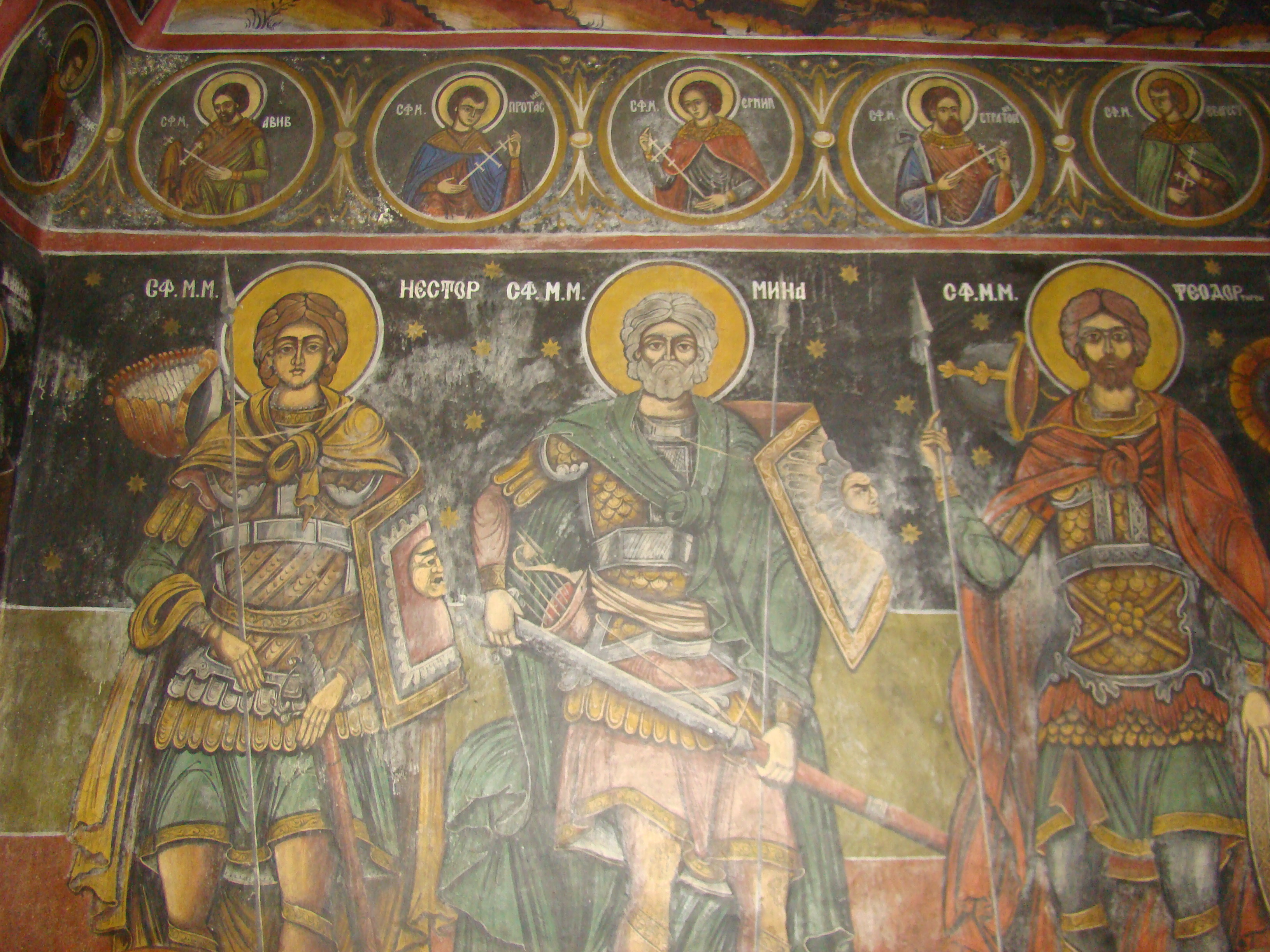
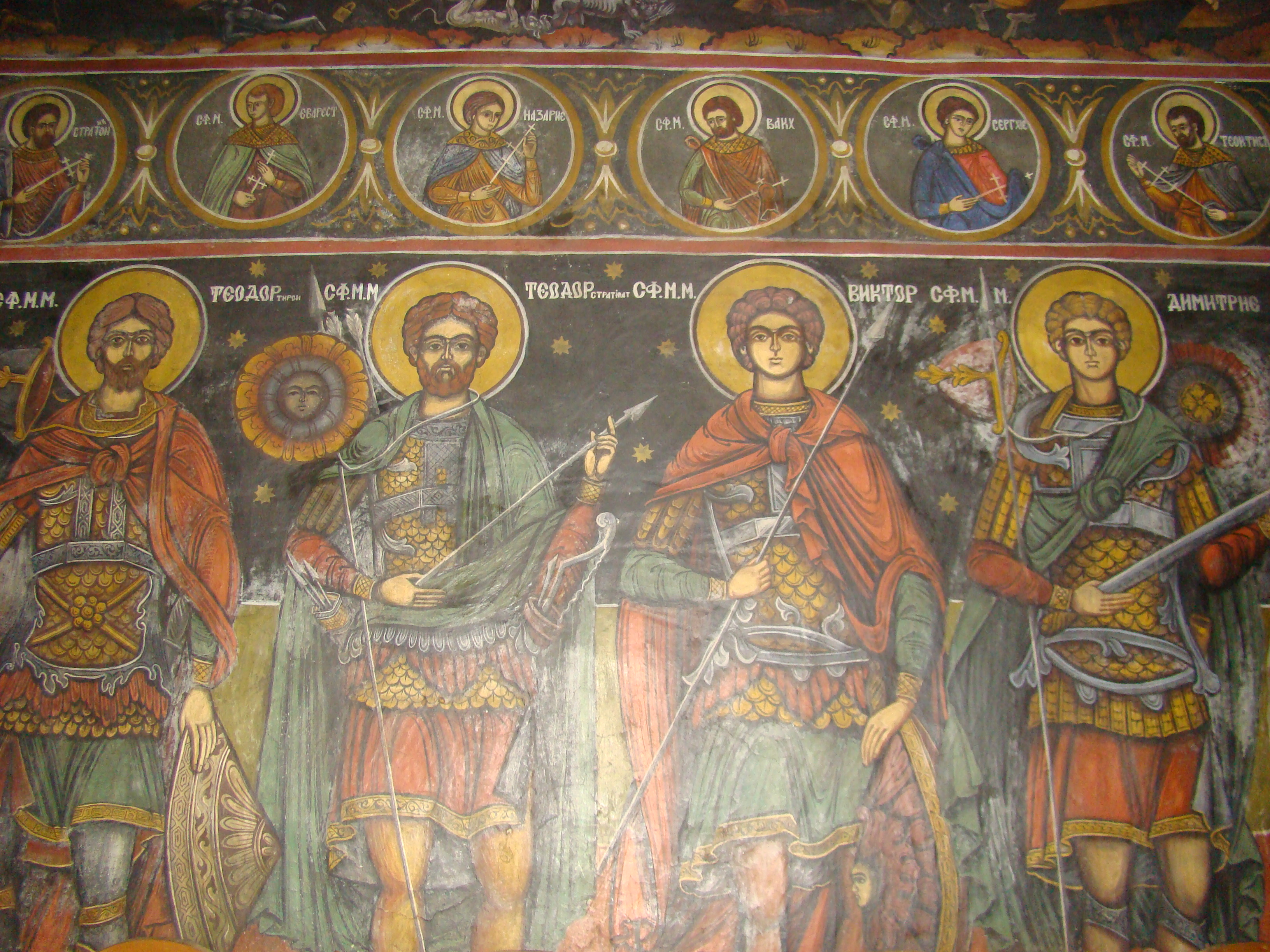
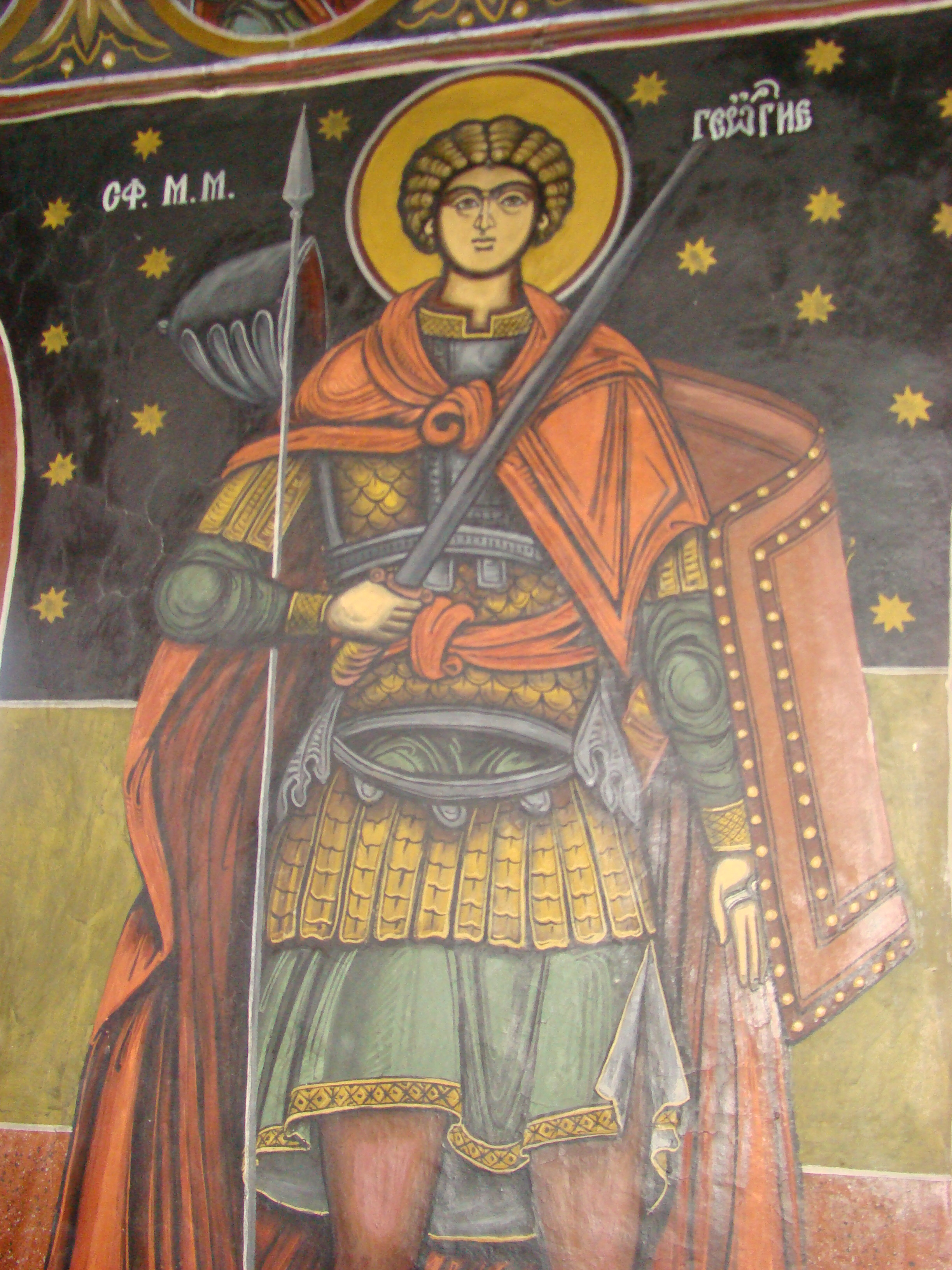
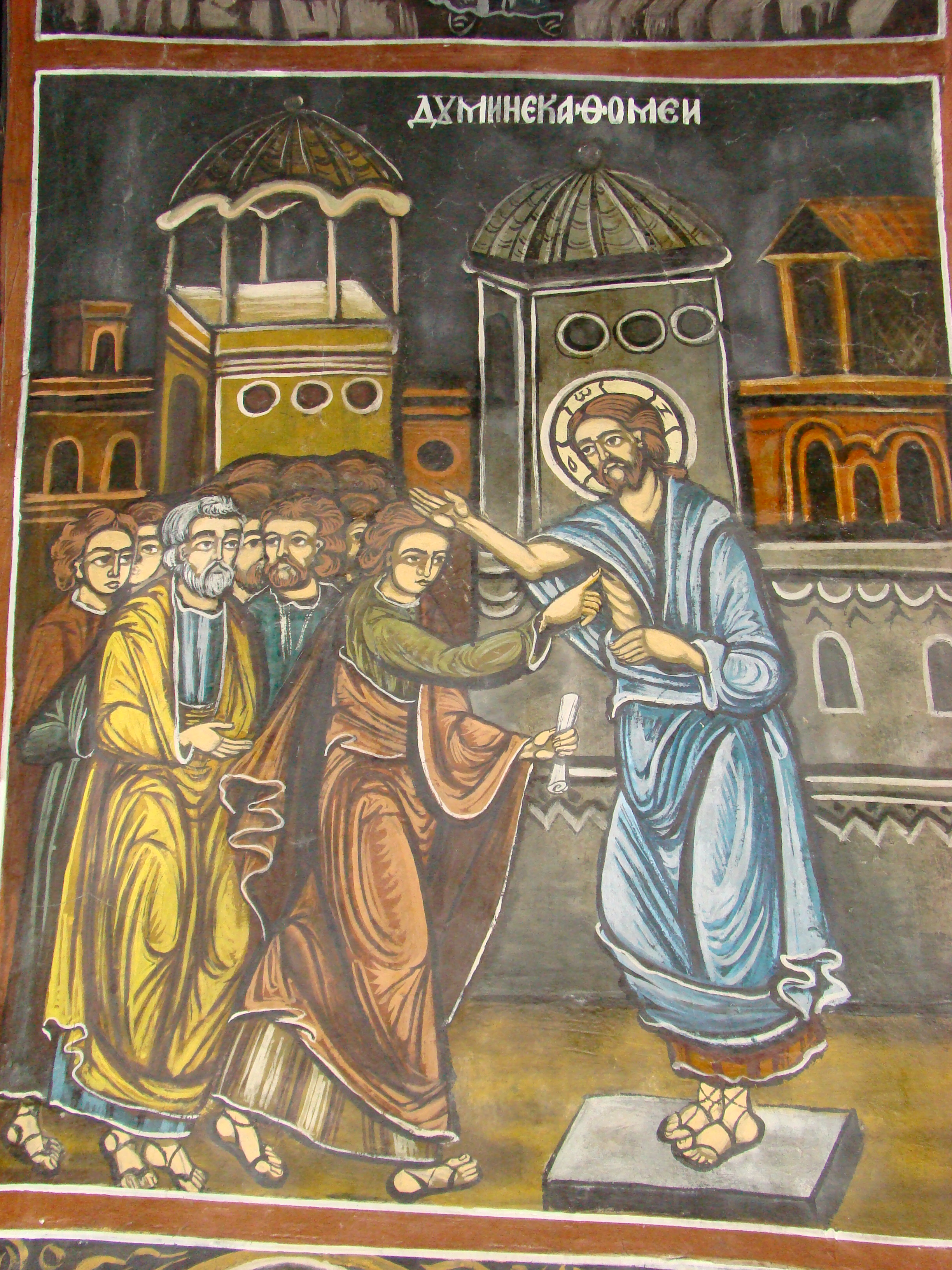
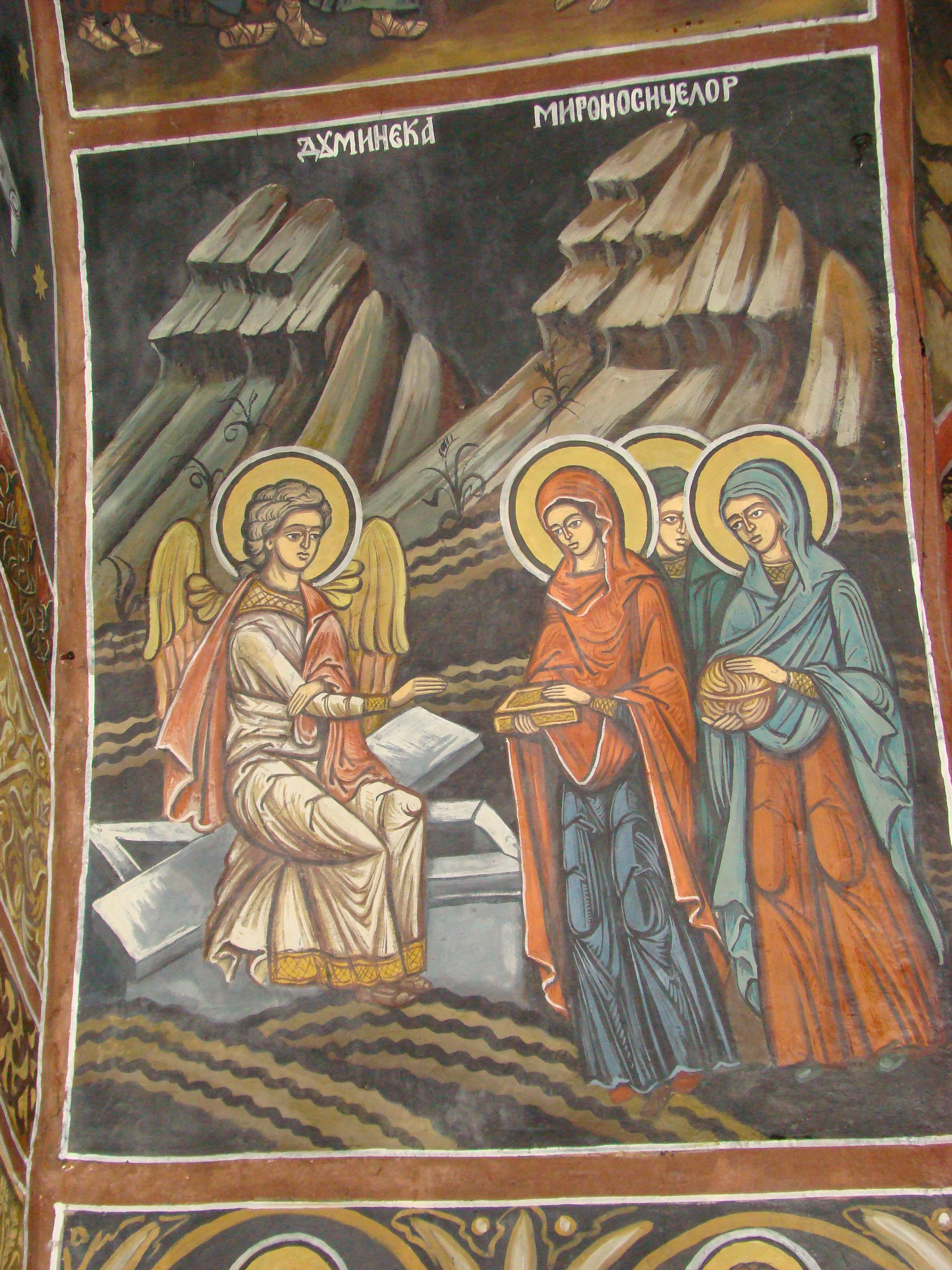
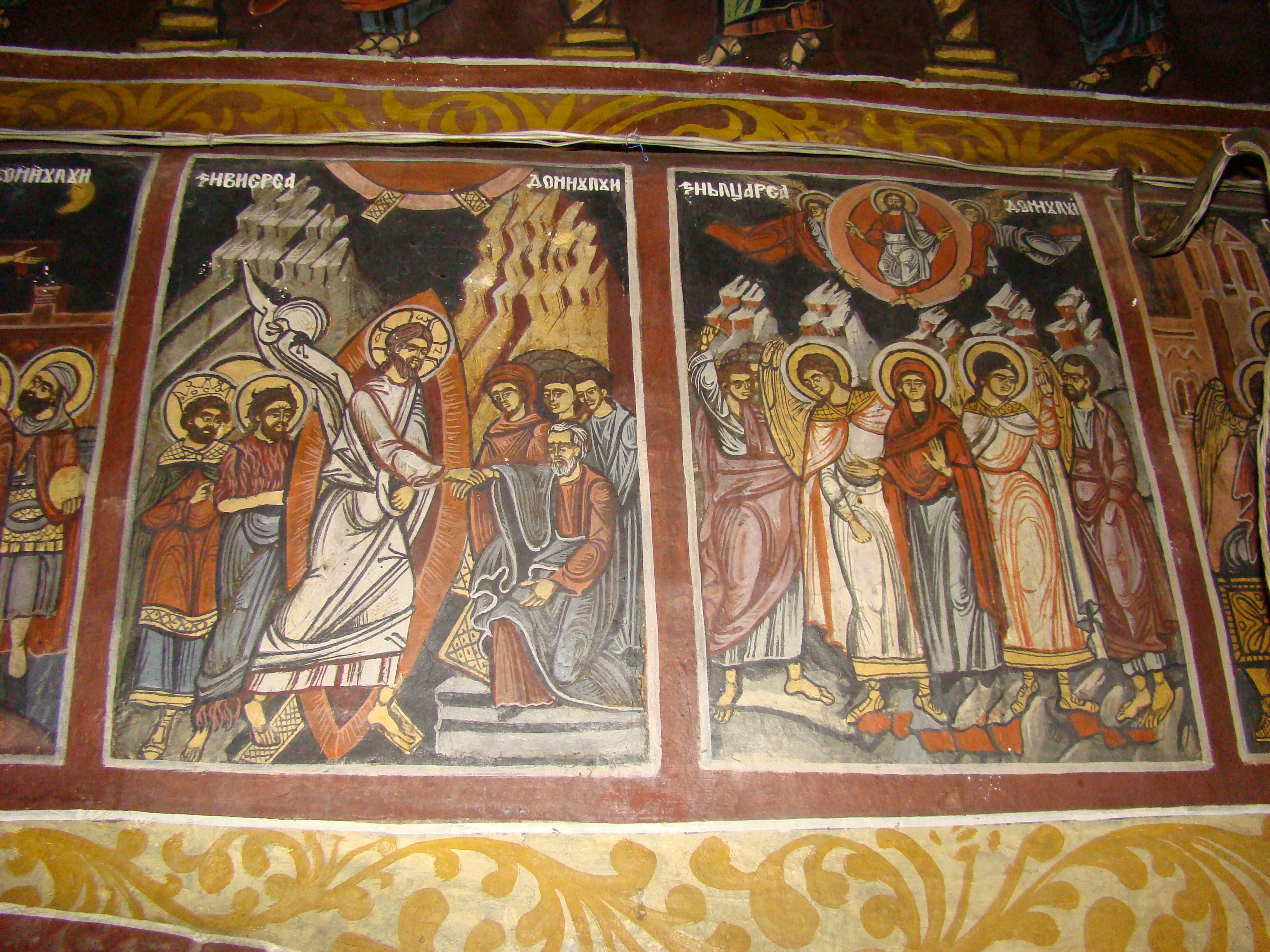
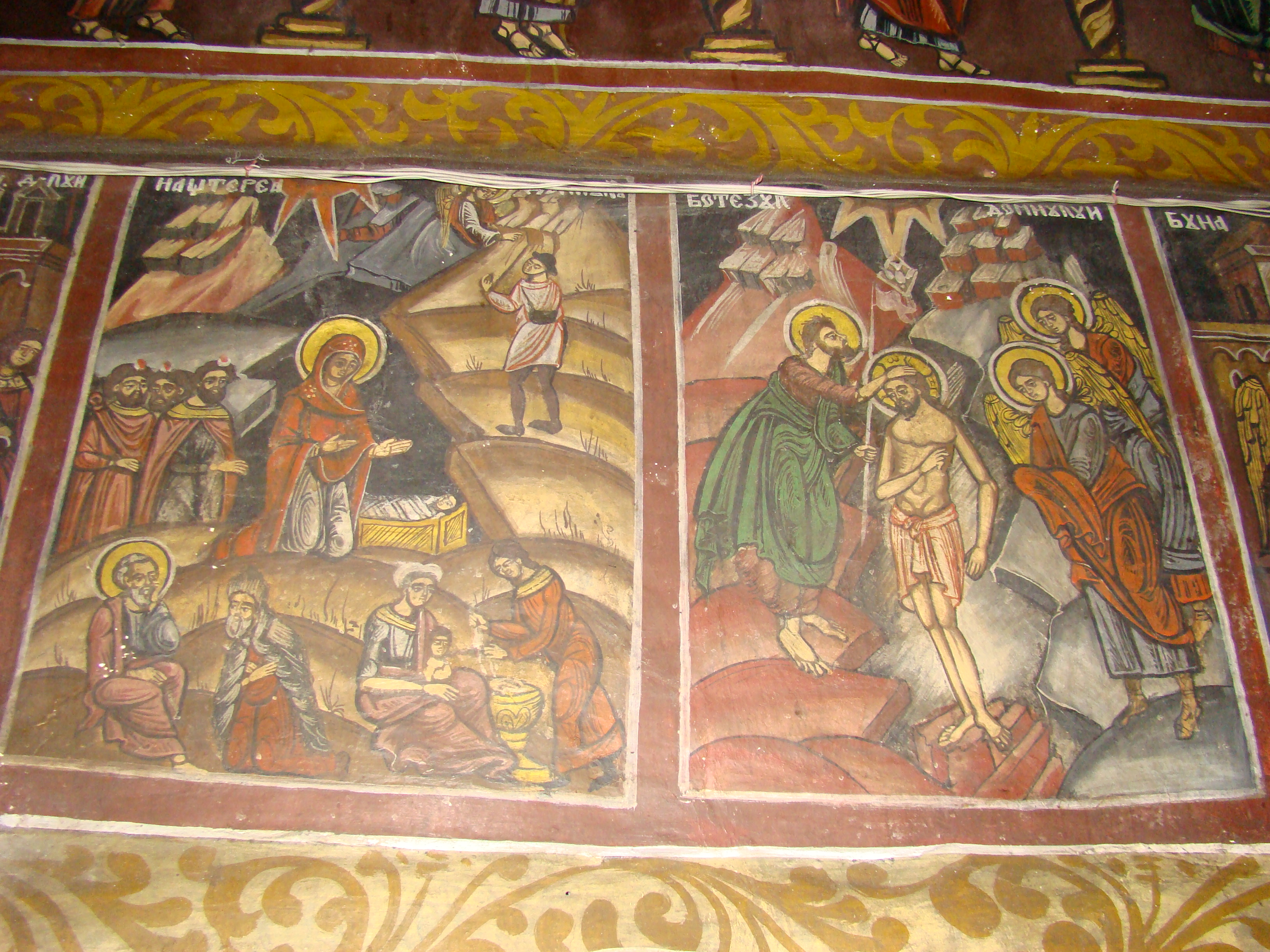
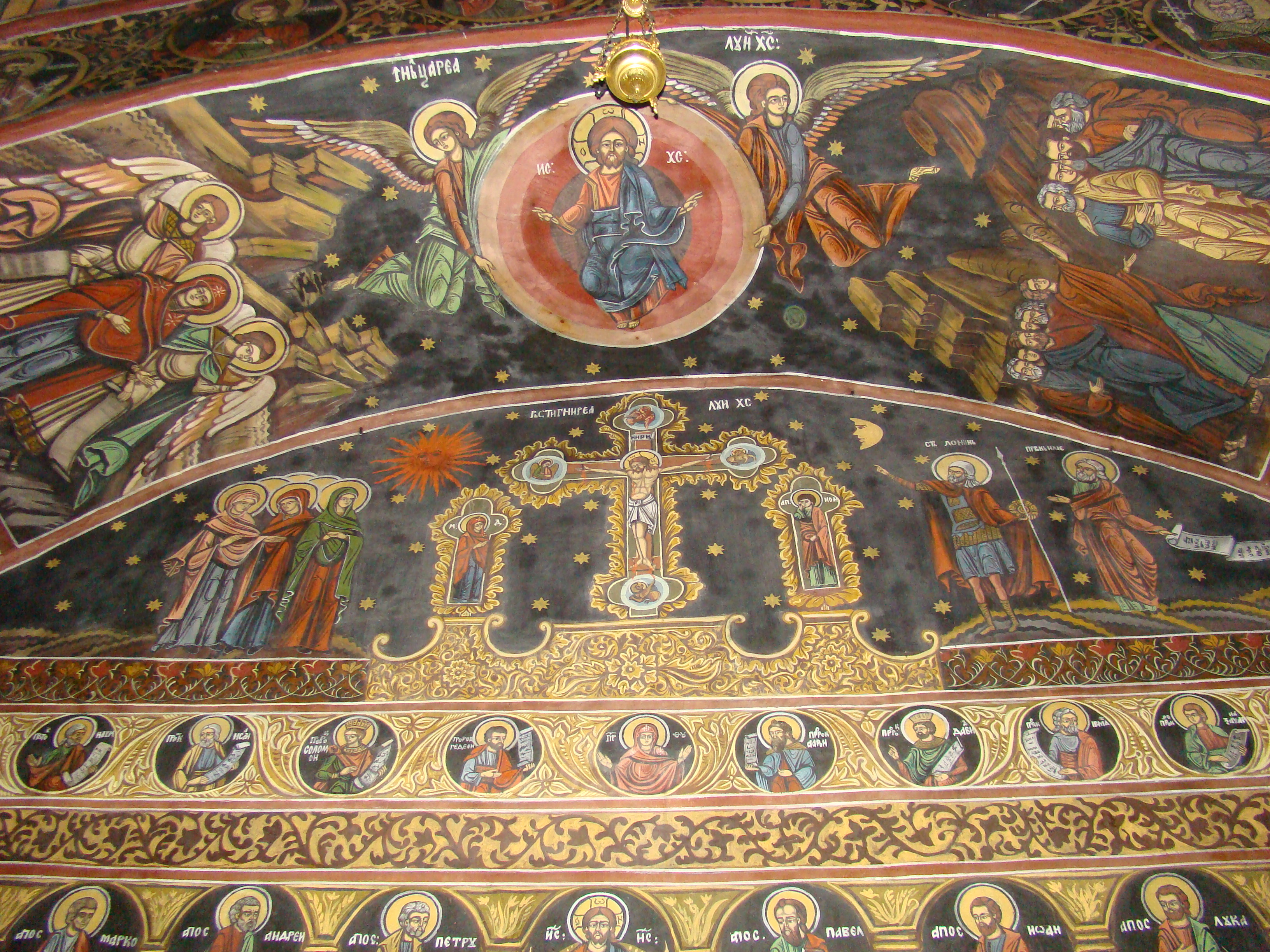
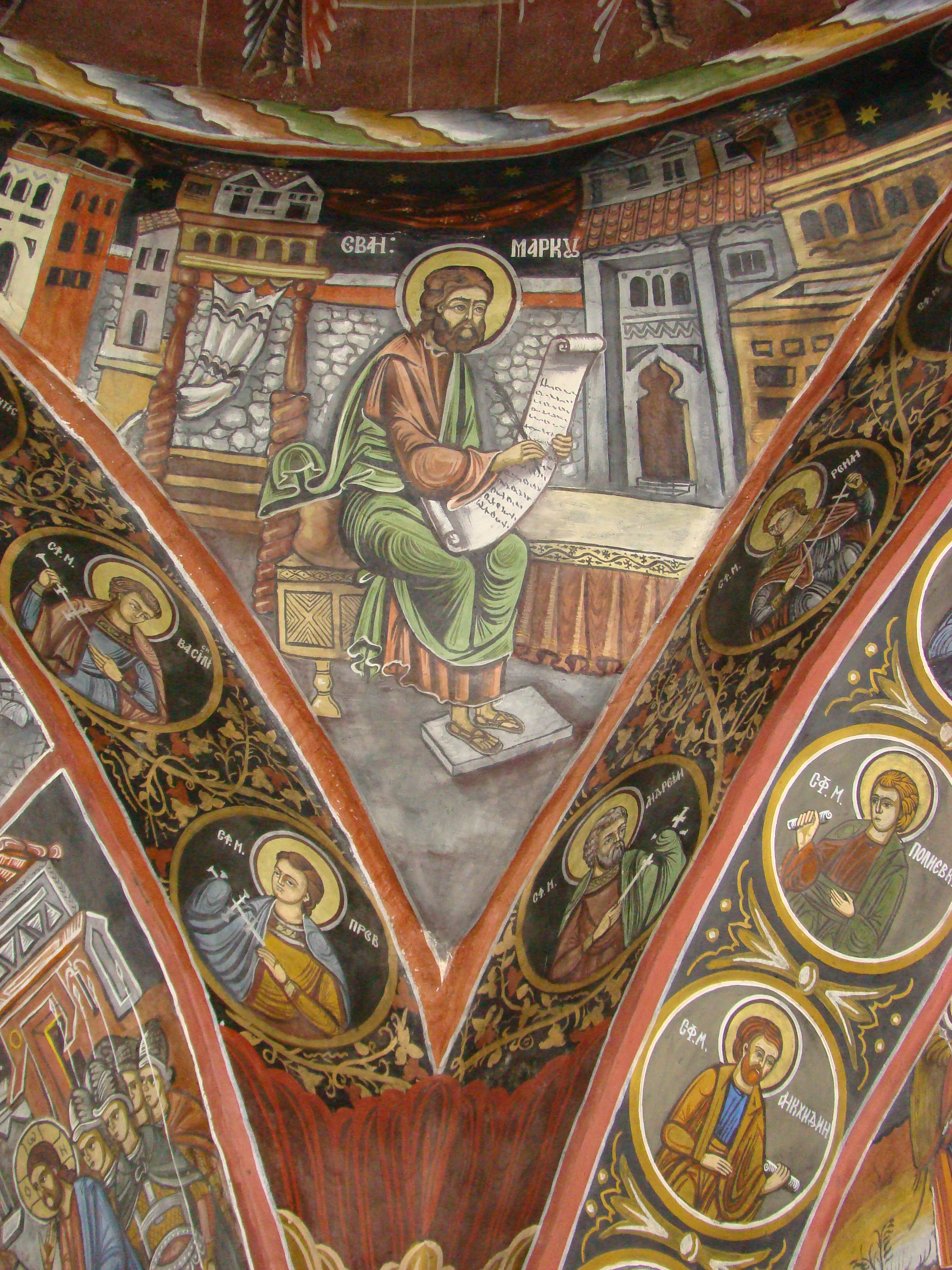
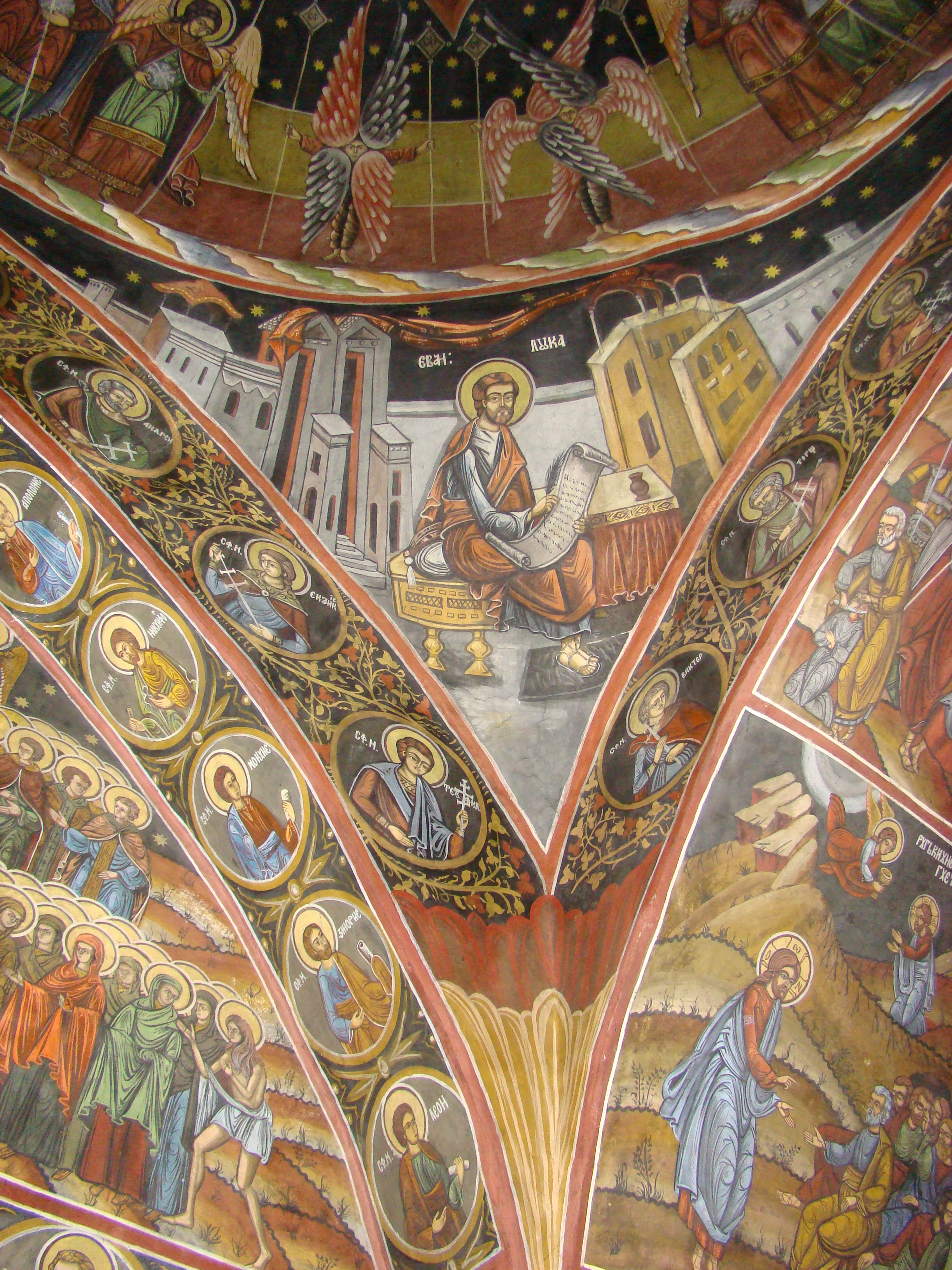
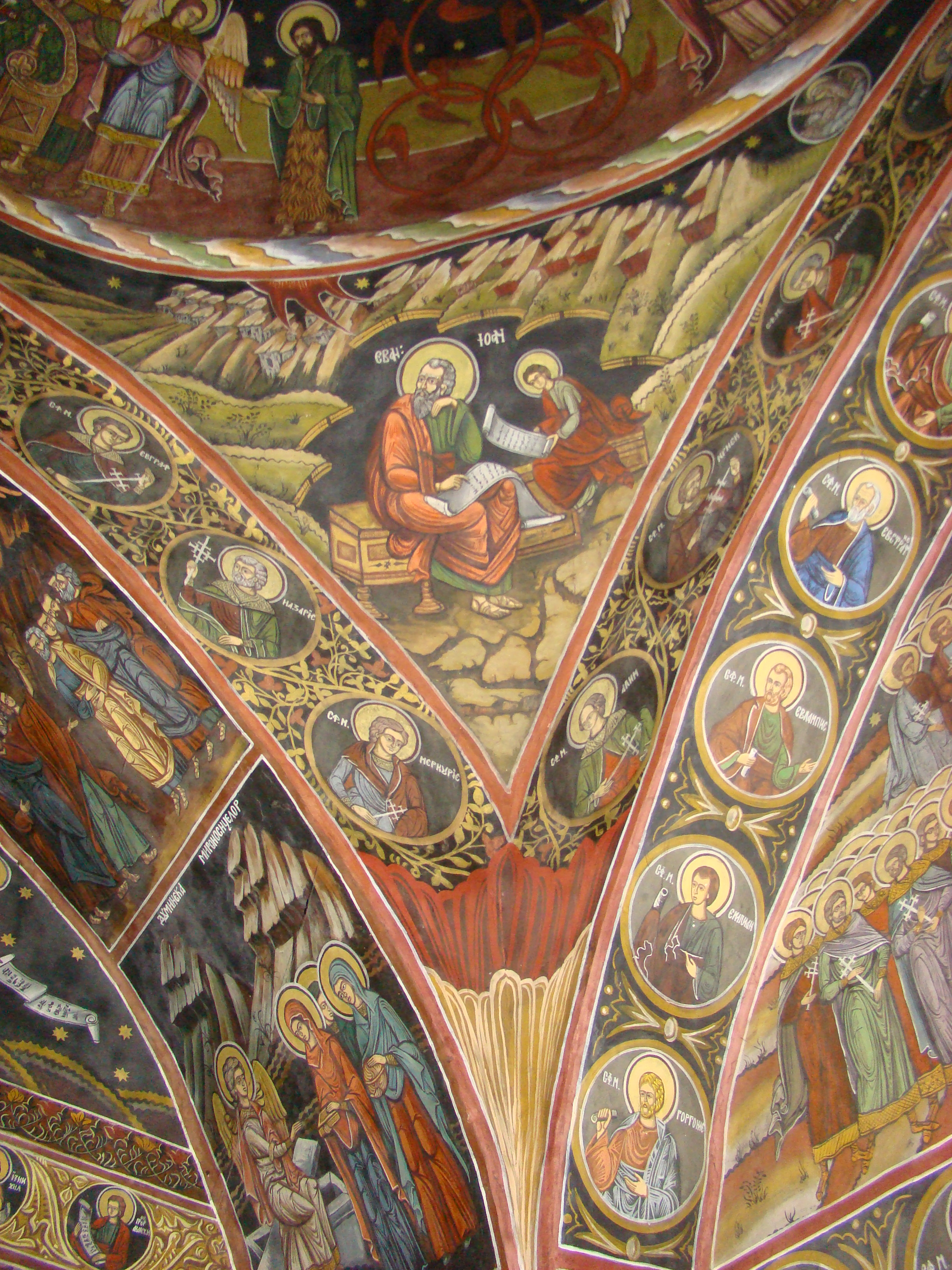
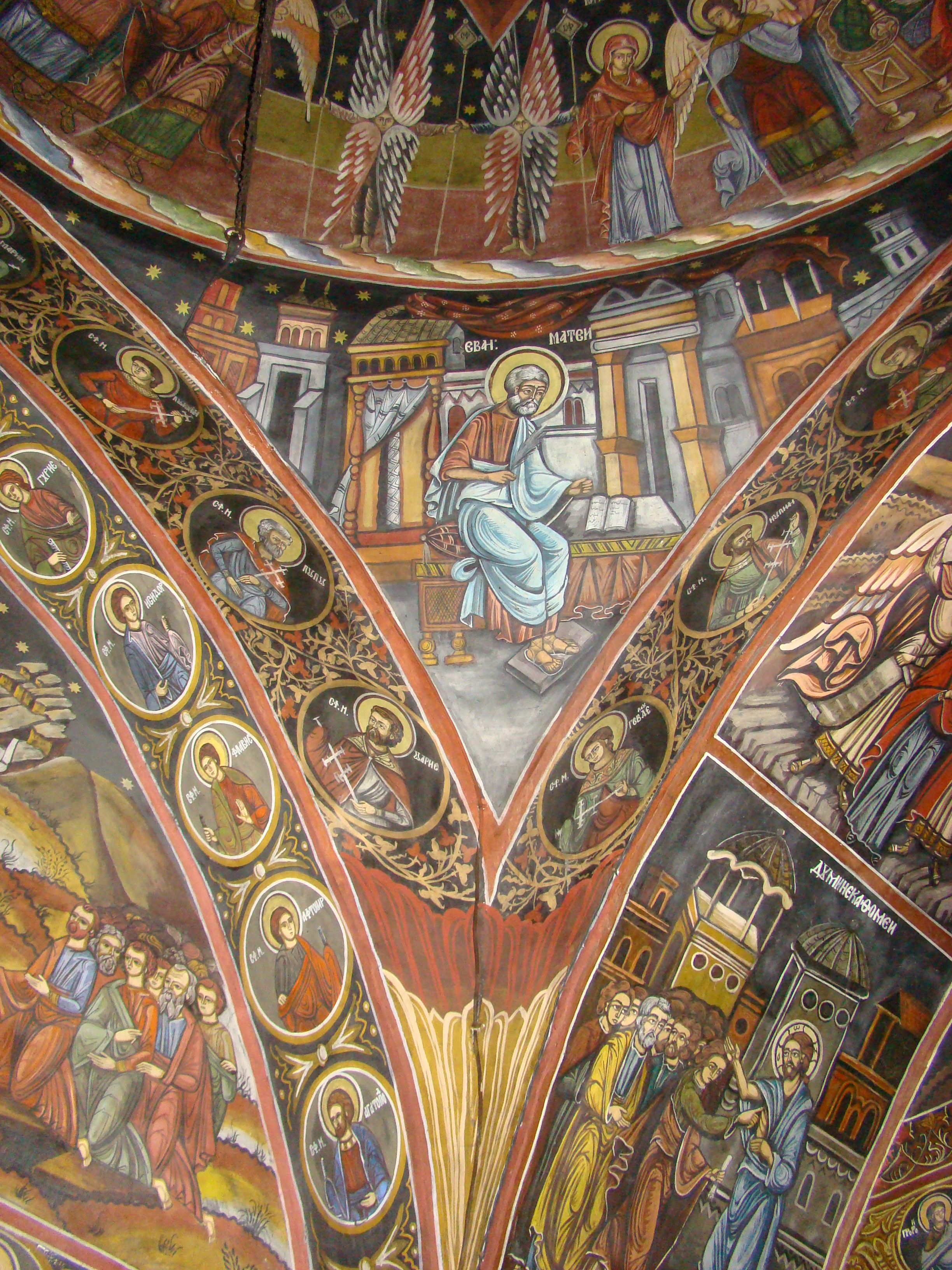
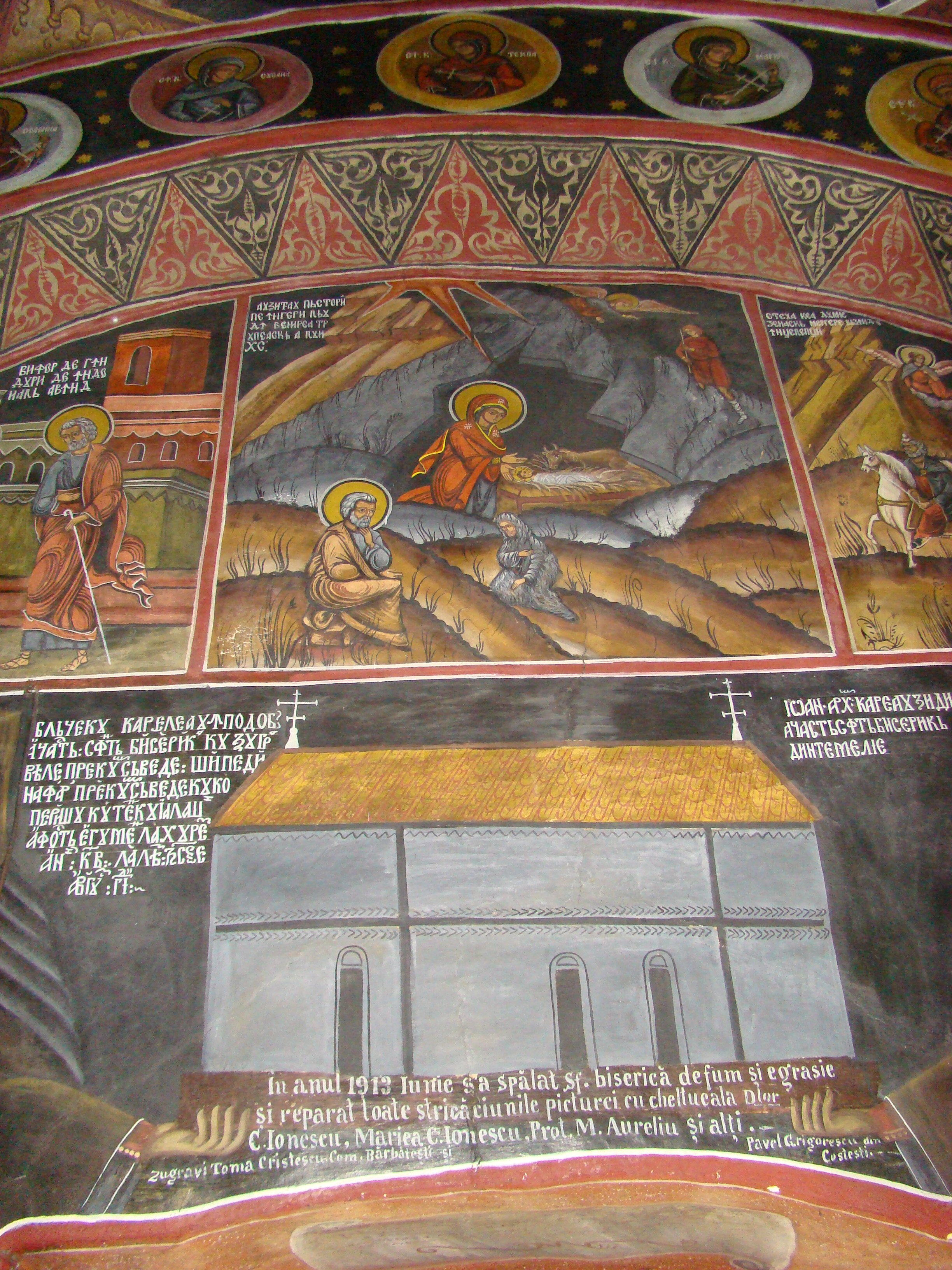
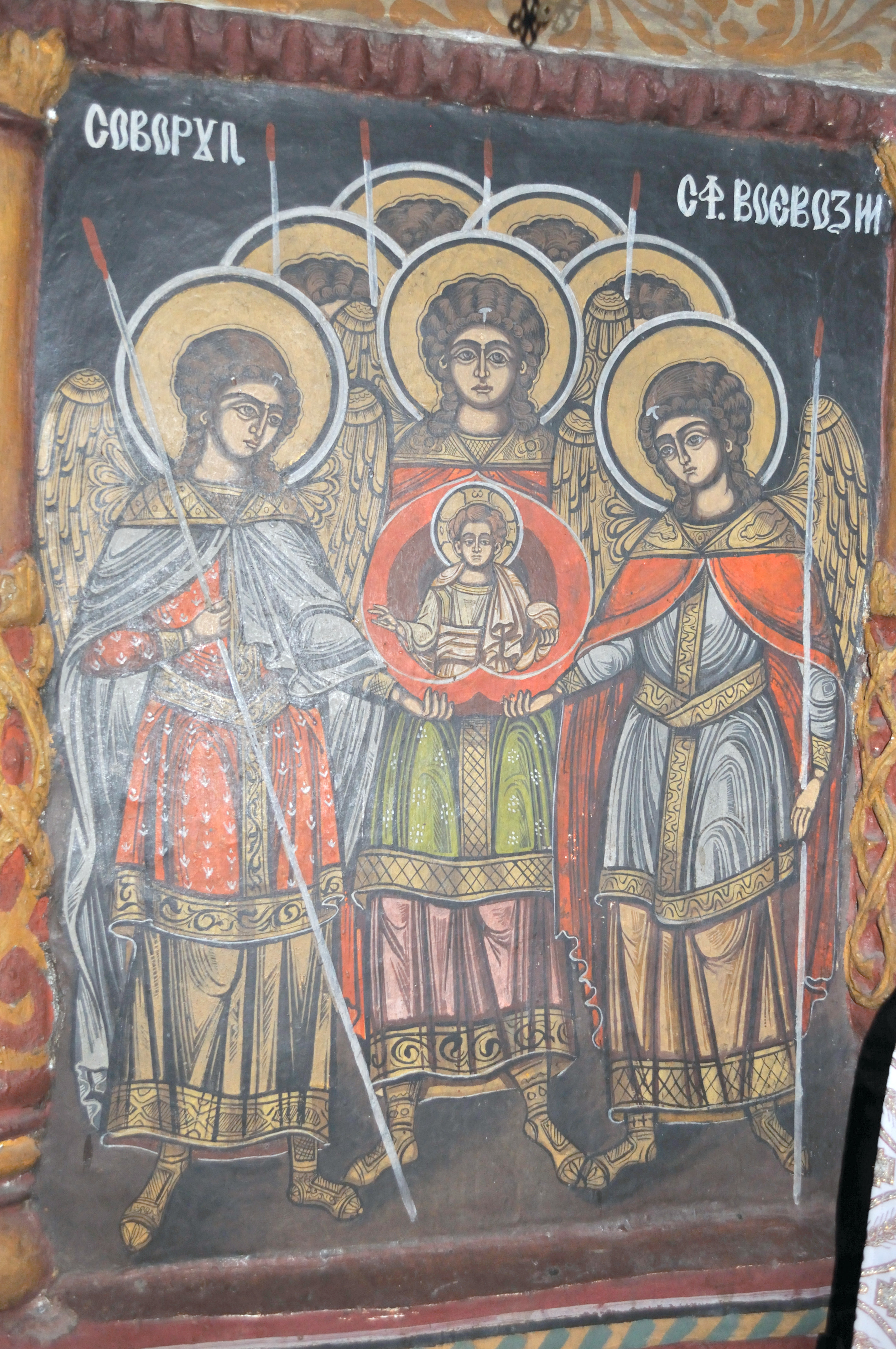
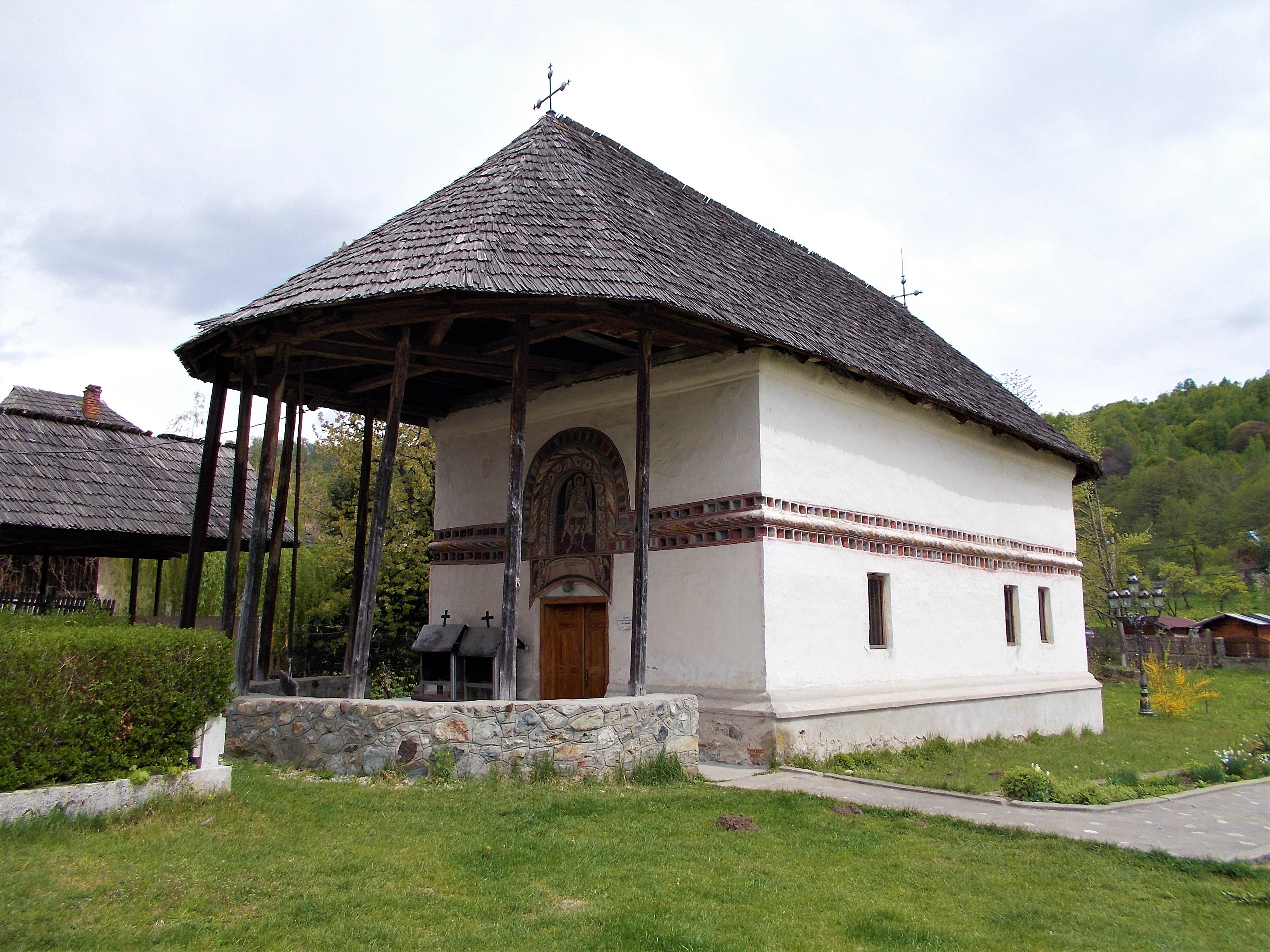

## Istoric și trăsături
Bisericuța închinată Sfântului Arhanghel Mihail, după cum se vede în fresca așezată deasupra pisaniei, de deasupra ușii de intrare, este cunoscută mai ales sub denumirea de „Biserica Sfinților Îngeri".
Această biserică a fost ctitorită de Arhimandritul Ioan, posibil stareț al mănăstirii celei mari, ca biserică pentru robii care munceau pe domeniul mănăstirii. Ctitorul este înfățișat în tabloul votiv, alături de Constantin Brâncoveanu, de voievodul Constantin Nicolae, precum și de o parte dintre călugării de la Mănăstirea Hurezi, care au ajutat la ridicarea acesteia. Pe atunci, mănăstirea avea obște de călugări, în vreme ce astăzi ea are obște de maici.
Pictura în frescă a bisericii, care acoperă în întregime interiorul acesteia și care a fost păstrată până astăzi, într-o stare foarte bună, a fost zugrăvită în anul 1757, din grija părintelui stareț Dionisie Bălăcescu. Arhitectura acesteia este una deosebit de simplă, asemănându-se cu alte biserici din județul Vâlcea (Bolnița din Bistrița, Bolnița de la Arhiepiscopia din Vâlcea, Biserica Bălănești). Biserica este văruită în alb, un singur brâu colorat încingându-i silueta robustă.
Pridvorul bisericii închinate Sfinților Îngeri din Hurezi este unul unic în arhitectura românească. Privită de sus, biserica este unitară, acoperișul acesteia fiind de formă perfect ovală. La nivelul solului însă, biserica se termină brusc, mai înainte de terminarea acoperișului, astfel încât o parte semnificativă a acestuia stă suspendată în aer, sprijinându-se pe câțiva stâlpi de lemn. În bolta pridvorului, imediat sub acoperiș, se află așezat și un clopot mare.
Între naos și pronaos se află două coloane groase, care sprijină bolțile superioare. În naos se află numai câteva ferestre micuțe, astfel încât lumina ce pătrunde în interior luminează timid chipurile sfinților. Iconostasul, care acoperă tainic Sfântul Altar, este din zid și frumos pictat.
Biserica „Sfinții Îngeri” funcționează astăzi ca biserică de parohie, ea aparținând satului Romanii de Jos. Însă datorită arhitecturii acesteia, cât și datorită ctitorilor ei, biserica poate fi foarte ușor încadrată în ansamblul arhitectural monahal de la Hurezi. Împreună cu celelalte patru biserici, aceasta formează o Sfântă Cruce: Biserica cea mare, a Sfinților Împărați Constantin și Elena, se află în centru, în vreme ce biserica Bolniței, cele două schituri și Biserica Sfinților Îngeri, se află în cele patru laterale ale Crucii).